# Kłodawa (gmina w województwie lubuskim)
Kłodawa – gmina wiejska w Polsce, w województwie lubuskim, powiecie gorzowskim. W latach 1975–1998 wchodziła w skład województwa gorzowskiego.

## Położenie
Gmina Kłodawa znajduje się w północno-zachodniej części województwa lubuskiego, w pobliżu Gorzowa Wielkopolskiego. Sąsiednie gminy to: Barlinek, Nowogródek Pomorski, Strzelce Krajeńskie, Lubiszyn, Gorzów Wielkopolski i Santok.
Z punktu widzenia regionalizacji fizycznogeograficznej gmina jest położona w megaregionie Pozaalpejska Europa Środkowa, prowincji Niż Środkowoeuropejski, podprowincji Pojezierze Południowobałtyckie, makroregionie Pojezierze Południowopomorskie i wchodzącym w jego skład mezoregionie Równina Gorzowska. Jest to teren o charakterze wyżynnym, ukształtowany pod wpływem procesów glacjalnych najmłodszego, bałtyckiego zlodowacenia, porośnięty gęstymi lasami, gdzie występują liczne jeziora.
Według regionalizacji przyrodniczo-leśnej gmina zalicza się do krainy I Bałtyckiej, dzielnicy 3 Pojezierze Wałecko-Myśliborskie, mezoregionu Równina Gorzowska.

## Warunki klimatyczne
Obszar, w którym znajduje się gmina, należy do strefy klimatu umiarkowanego, na pograniczu dzielnicy pomorskiej i lubuskiej. Rejon ten zaliczany jest do najcieplejszych w Polsce. Wiatry wieją przeważnie z kierunku zachodniego i południowo-zachodniego. Temperatury w latach 1981–2000 wahały się od –24,6 °C do +37,4 °C. Czas trwania pokrywy śnieżnej w okresach od listopada do kwietnia przekracza 25 dni. Liczba dni z mrozem i przymrozkami nie przekracza 90 do 100, a okres wegetacyjny trwa przez 200–215 dni. Początek fenologicznej wiosny (rozkwitanie roślin, których liście i kwiaty rozwijają się równocześnie) wypada pomiędzy 30 kwietnia a 10 maja. Początek wczesnej jesieni (pełnia kwitnienia wrzosów i dojrzewanie owoców kasztanowca) wypada pomiędzy 10 a 15 września.
Skrajne wartości opadów występują w lipcu (ok. 80 mm) i lutym (ok. 30 mm). Średnia liczba dni w roku z opadem śnieżnym wynosi 34 dni. Pierwszy opad śnieżny występuje średnio w drugiej połowie listopada, a ostatni w pierwszej połowie kwietnia. Średnia liczba dni pochmurnych wynosi około 150 rocznie, z czego najwięcej przypada na miesiące zimowe.
Dane ze stacji meteorologicznej w pobliskim Gorzowie Wlkp. obrazują z dużym przybliżeniem warunki pogodowe w gminie:
| średnie     | średnie     | średnie     | średnie     | średnie | średnie | średnie | średnie | skrajne     | skrajne     | amplitudy temperatur skrajnych |
| 1971– –2000 | 1991– –2000 | 2001– –2005 | 2001– –2010 | 2015    | 2016    | 2017    | 2018    | maksimum    | minimum     | amplitudy temperatur skrajnych |
| 1971– –2000 | 1991– –2000 | 2001– –2005 | 2001– –2010 | 2015    | 2016    | 2017    | 2018    | 1971 – 2018 | 1971 – 2018 | amplitudy temperatur skrajnych |
| ----------- | ----------- | ----------- | ----------- | ------- | ------- | ------- | ------- | ----------- | ----------- | ------------------------------ |
| 8,6         | 9,0         | 9,2         | 9,3         | 10,2    | 9,8     | 9,6     | 10,7    | 37,4        | -24,6       | 62,0                           |

| Roczne sumy opadów w mm | Roczne sumy opadów w mm | Roczne sumy opadów w mm | Roczne sumy opadów w mm | Roczne sumy opadów w mm | Roczne sumy opadów w mm | Roczne sumy opadów w mm | Roczne sumy opadów w mm | Średnia prędkość wiatru w m/s | Średnia prędkość wiatru w m/s | Średnia prędkość wiatru w m/s | Średnia prędkość wiatru w m/s | Usłonecznienie w h | Usłonecznienie w h | Usłonecznienie w h | Usłonecznienie w h | Średnie zachmurzenie w oktantach | Średnie zachmurzenie w oktantach | Średnie zachmurzenie w oktantach | Średnie zachmurzenie w oktantach |
| 1971– –2000             | 1991– –2000             | 2001– –2005             | 2001– –2010             | 2015                    | 2016                    | 2017                    | 2018                    | 2015                          | 2016                          | 2017                          | 2018                          | 2015               | 2016               | 2017               | 2018               | 2015                             | 2016                             | 2017                             | 2018                             |
| ----------------------- | ----------------------- | ----------------------- | ----------------------- | ----------------------- | ----------------------- | ----------------------- | ----------------------- | ----------------------------- | ----------------------------- | ----------------------------- | ----------------------------- | ------------------ | ------------------ | ------------------ | ------------------ | -------------------------------- | -------------------------------- | -------------------------------- | -------------------------------- |
| 531                     | 541                     | 553                     | 572                     | 424                     | 473                     | 872                     | 402                     | 2,7                           | 2,5                           | 2,7                           | 2,6                           | 1 853              | 1 697              | 1 578              | 2 148              | 5,3                              | 5,5                              | 5,7                              | 4,9                              |

## Zasoby przyrodnicze
69,4% powierzchni gminy stanowią grunty leśne, 25,4% użytki rolne. Wody otwarte zajmują 2,5% powierzchni gminy. Wśród utworów geologicznych przeważają gliny zwałowe, ich zwietrzeliny oraz piaski i żwiry lodowcowe.
Północna część terenu gminy została zaliczona do krajowego obszaru węzłowego korytarza ekologicznego ECONET-POLSKA. Wypełnia ją krajobraz leśny młodoglacjalny. Obszary o powierzchni 8.625,00 ha wchodzą w skład Barlinecko-Gorzowskiego Parku Krajobrazowego, a dalsze 8.170,00 ha stanowi jego otulinę. Dominują tutaj bory: mieszany świeży, a w wilgotniejszych obniżeniach mieszany wilgotny oraz lasy: świeży z buczynami pomorskimi, mieszany świeży z buczynami pomorskimi i dąbrowami, w wilgotniejszych obniżeniach mieszany wilgotny olsowy i jesionowy. Drzewostany pod względem gatunkowym stanowią na większości obszaru monolit sosnowy (83% powierzchni leśnej) z dodatkiem modrzewia (1,1%), świerka (0,8%), jednak są dość bogato urozmaicone gatunkami liściastymi: bukiem (6,8%), dębem szypułkowym i bezszypułkowym (1,7%), brzozą (1,8%) i jarzębiną. W mniejszych ilościach występują też: grab pospolity, klon pospolity i klon jawor, jesion wyniosły, wiąz szypułkowy, topola osika oraz lipa drobnolistna.
Również świat roślinny poszycia jest bardzo bogaty, obejmuje łącznie 639 gatunków paprotników i roślin kwiatowych oraz 138 gatunków porostów, w tym 41 gatunków uznanych za ginące na terenie kraju. Na bogatym w różnorodne siedliska obszarze występuje bardzo bogata fauna zwierząt kręgowych i bezkręgowych. Opisano występowanie 16 gatunków pijawek, 65 gatunków mięczaków i wiele gatunków owadów, skorupiaków, pajęczaków i innych.
Z kręgowców najlepiej rozpoznano ptaki, ryby i ssaki łowne. Spośród 142 gatunków występujących ptaków, 105 gnieździ się na terenie parku, pozostałe obserwowano w różnym czasie. Z gatunków rzadkich, objętych ochroną gatunkową występują: bielik, jastrząb, rybołów, orlik krzykliwy, kania rdzawa i czarna, puchacz, żuraw, gągoł, zimorodek, dzięcioły i inne.
W południowej części gminy dominuje krajobraz rolniczy z gruntami ornymi, łąkami i pastwiskami. Jest on urozmaicony zadrzewieniami i zakrzewieniami występującymi przy drogach, rowach, kanałach i innych ciekach w formie alei, szpalerów, rzędów oraz różnej wielkości kęp. Tworzą je gatunki liściaste, właściwe dla siedlisk łęgowych, czyli wierzby, topole, wiązy, olszyny, jesiony, dęby i inne. Obszarom użytków rolnych towarzyszy osadnictwo związane z gospodarką rolną i leśną. Krajobraz wiejski tych miejscowości harmonizuje zarówno z elementami krajobrazu leśnego, jak i rolniczego.
W części wschodniej tego obszaru dominują duże areały gruntów ornych, jest niezbyt wiele elementów wzbogacających krajobraz, np. sieci hydrograficznej. Część zachodnia jest bardziej zróżnicowana, liczne cieki oraz ciągi i płaty zadrzewień tworzą mozaikę krajobrazową.
Rolę łączników pomiędzy dużymi jednostkami przyrodniczymi spełniają lokalne korytarze ekologiczne:
- „Dolina Kłodawki” – łączy wielki kompleks leśny Puszczy Gorzowskiej (Barlineckiej) z doliną Warty,
- „Dolina Santocznej” – łączy Pradolinę Toruńsko-Eberswaldzką poprzez Puszczę Gorzowską z północnym korytarzem zewnętrznym „Dolina Płoni”,
- „Dolina Pełczy” – łączy wschodnią częścią Puszczy Gorzowskiej z doliną Noteci.

Gleby na terenie gminy w większości należą do niskich klas bonitacyjnych. Przeważają klasy V i VI, które zajmują 79,6% wszystkich gleb. W południowej części gminy miejscami występują wyższe klasy (III i IV). Powierzchniową warstwę gleb tworzą utwory plejstoceńskie, powstałe podczas zlodowacenia północnopolskiego (bałtyckiego): gliny, piaski i żwiry oraz utwory pyłowe pochodzenia wodnego. Niewielkie powierzchnie zajmują piaski rzeczne w dolinach rzek oraz osady organiczne. Możemy wyróżnić między innymi gleby:
- brunatne – wytworzone na siedliskach o odczynie zbliżonym do obojętnego (6–7 pH) w podłożu zróżnicowanych gatunkowo lasów liściastych. Skałą macierzystą są w przewadze gliny zwałowe, rzadziej piaski naglinowe i naiłowe. Na terenie gminy występują głównie w postaci odosobnionych wysepek pośród gleb typu bielicowego.
- hydrogeniczne, wytworzone dzięki sumującym się oddziaływaniom nadmiernego uwilgotnienia i udziału roślinności bagiennej. Są to głównie gleby wytworzone z torfów i gytii. Występują na terasach dennych wielu strumieni, w rozlicznych kotlinkach, basenach pojeziernych i obniżeniach terenu rozsianych na całym obszarze.
- bielicowe i rdzawe są typem dominującym na terenie gminy. Zostały wytworzone na piaskach luźnych, różnej genezy, przy współudziale środowiska kwaśnego, pod drzewostanami iglastymi[6].

W gminie występują liczne jeziora o dużych walorach krajobrazowych i znaczącej wartości przyrodniczej. W większości są to jeziora rynnowe, genetycznie związane z wodami roztopowymi lądolodu bałtyckiego. Charakteryzują się podłużnym i wąskim, kształtem o na ogół nieregularnym przebiegu. Ich brzegi są z reguły wysokie i strome, dna są silnie zróżnicowane, występują w nich przegłębienia i płycizny. Część jezior układa się w ciągi, tworzące malownicze łańcuchy. Do największych jezior należą: Lubie (75,8 ha), Chłop (58,7 ha), Przyłęg (43,2 ha), Grabino (36,4 ha), Ostrowite 26,0 ha), Kłodawskie (26,3 ha), Mrowinko (25,1 ha), Nierzym (18,8 ha), Wojcieszyckie (10,49 ha).
Przez teren gminy przepływają rzeczki i strugi: Kłodawka (27,2 km), Santoczna (25,3 km), Marwica (23,8 km), Grabinka (12,9 km), Srebrna (12,0 km), Przyłęg (8,4 km) i Pełcz.

### Ochrona przyrody
| Ogółem      | W tym              | W tym                          | W tym              | Pomniki przyrody |
| Ogółem      | rezerwaty przyrody | obszary chronionego krajobrazu | użytki ekologiczne | Pomniki przyrody |
| ----------- | ------------------ | ------------------------------ | ------------------ | ---------------- |
| w hektarach |                    |                                |                    | Pomniki przyrody |
| 19 147,4    | 114,4              | 10 516,0                       | 9,9                | 8                |

Na obszarze gminy znajdują się następujące rezerwaty przyrody:
- Dębina – 12,18 ha, chroni grąd środkowoeuropejski[15],
- Przyłężek – 35,08 ha, chroni fragment rzeki Przyłężek, w której występują ryby łososiowate, nadbrzeżnych skarp i otaczających rzekę drzewostanów[16],
- Wilanów – 67,16 ha, chroni fragment lasu mieszanego pochodzenia naturalnego z udziałem buka na krańcowym stanowisku gromadnego zasięgu, z charakterystycznym, bogatym runem[17].

Północna i wschodnia część gminy została włączona do obszarów Natura 2000:
- Obszar Specjalnej Ochrony Ptaków „Puszcza Barlinecka” (PLB080001), obejmujący 44,4% powierzchni gminy,
- Specjalny Obszar Ochrony Siedlisk „Ostoja Barlinecka” (PLH080071), obejmujący 43,7% powierzchni gminy.

| Obiekt                                       | Położenie                          | Obwód cm | Wysokość / Wiek | Uwagi                                  |
| -------------------------------------------- | ---------------------------------- | -------- | --------------- | -------------------------------------- |
| dąb szypułkowy Quercus robur                 | Łośno, dz. nr 483l                 | 420      | 26 / 385        |                                        |
| grupa 5 buków zwyczajnych Fagus silvatica    | Santocko, dz. 729                  | 380–430  | 23–26 /?        |                                        |
| Skupienie 2 dębów szypułkowych Quercus robur | Kłodawa, dz. nr 1085               | 340, 355 | 16 / 400        |                                        |
| dąb szypułkowy Quercus robur                 | Wojcieszyce, dz. nr 197            | 423      | 28 / 230        |                                        |
| kasztanowiec biały Aesculus hippocastanum    | Różanki, dz. nr 300/2              | 405      | 23/–            |                                        |
| dąb szypułkowy Quercus robur                 | Różanki, dz. nr 142 (droga gminna) |          |                 |                                        |
| głaz narzutowy                               | Nadl. Kłodawa, oddz. 236t          | 365      |                 | Napis na głazie „Wanschen – 1932”      |
| głaz narzutowy                               | Nadl. Kłodawa, oddz. 236p2         | 250      |                 | Pomnik leśnika zamordowanego w 1923 r. |

## Układ osadniczy
Na sieć osadniczą gminy Kłodawa składa się 19 miejscowości, z których 10 jest wsiami sołeckimi, a pozostałe 9 osadami leśnymi. Część wsi Różanki, która jest wyodrębnionym przestrzennie osiedlem zwanym Różanki Szklarnia, nie stanowi miejscowości, a mimo to uzyskała status sołectwa.
Miejscowości uwzględnione w systemie TERYT (w nawiasie identyfikator SIMC):
Wsie: Chwalęcice (0181800), Kłodawa (0181817), Łośno (0181852), Mironice (0181875), Różanki (0181881), Rybakowo (0181912), Santocko (0181935), Santoczno (0181958), Wojcieszyce (0181964), Zdroisko (0181987)
Osady leśne: Lipy (0181869), Mironice (0181823), Rębowo (0181941), Różanki (0181898), Rybakowo (0181929), Smolarki (0181830), Wojcieszyce (0181970), Zamoksze (0181846), Zdroisko (0181906)
Miejscowości nie wyodrębnione w systemie TERYT:
- Dzicz – dwuzagrodowa osada leśna, siedziba leśnictwa w pobliżu Wojcieszyc,
- Lubociesz – osada leśna oraz ośrodek wypoczynkowy nad jeziorem Lubie. Administracyjnie zaliczona do osady leśnej Lipy[19],
- Mszaniec – osada leśna zamieszkała przez 23 osoby, zaliczone do wsi Kłodawa, choć znajduje się ok. 5 km od jej najbliższych zabudowań,
- Przyłęsko – dawna leśniczówka, obecnie ośrodek wypoczynkowy 3 km na północny wschód od Rybakowa,
- Różanki Szklarnia (lub Szklarnia) – osiedle przyzakładowe, zamieszkałe przez ok. 250 osób, oddalone o ok. 2,5 km od najbliższych zabudowań wsi Różanki, jednak formalnie do niej zaliczone,
- Zielęcin – jednozagrodowa osada leśna, dawna leśniczówka przy drodze powiatowej nr 1405F na północ od Rybakowa[20].

Miejscowości zanikłe: Marzęcin
Osadnictwo koncentruje się głównie w południowej części gminy, wykształcając układ pasmowy, łączący miasto Gorzów Wielkopolski z najbliższymi jednostkami gminnymi na kierunkach ciągów komunikacyjnych dróg: krajowej nr 22 – Gorzów Wielkopolski – Strzelce Krajeńskie, wojewódzkiej nr 151 Gorzów Wielkopolski – Barlinek, a także dróg powiatowych 11332 – Gorzów – Chwalęcice – Kłodawa, 11314 Kłodawa – Wojcieszyce. W północnej części gminy osadnictwo charakteryzuje się znacznym rozproszeniem i obfituje w enklawy śródleśne. Tworzą je miejscowości Łośno, Lipy, Zdroisko, Rybakowo, Santoczno, Mszaniec, Rębowo, Smolarki i Zamoksze. Miejscowości te charakteryzują się gorszym wyposażeniem w elementy infrastruktury technicznej i słabą dostępnością komunikacyjną.
Szkielet sieci osadniczej tworzą przede wszystkim wsie średnie. Najbardziej ludnymi miejscowościami gminy są: Kłodawa (34,9% mieszkańców gminy) Różanki (16,6%), Chwalęcice (12,9%), Wojcieszyce (11,0%) i Santocko (9,3%). Pozostałe odznaczają się znacznie mniejszą liczbą ludności. Na terenach gminy dominuje mieszkalnictwo o niskiej intensywności. Zabudowa wielorodzinna występuje w miejscowościach: Wojcieszyce, Różanki, Łośno i Kłodawa.
Podobnie jak i w całym regionie, od początku lat 90 XX w. miało miejsce szereg niekorzystnych dla stanu ładu przestrzennego zjawisk: dekoncentracja zabudowy, wprowadzanie nowych jej zespołów bez starannego powiązania z otoczeniem, budowa obiektów o agresywnym w stosunku do otoczenia wyrazie architektonicznym, degradacja niektórych obiektów i zespołów zabytkowych. Skala tych negatywnych zjawisk nie narusza jednak w drastyczny sposób historycznie ukształtowanego układu sieci osadniczej gminy.
Bliskie sąsiedztwo Gorzowa Wielkopolskiego, wysoka jakość środowiska przyrodniczego, dogodne położenie komunikacyjne oraz intensywnie rozwijająca się infrastruktura techniczna, wywołały presję osadniczą i zasadnicze zmiany w zagospodarowaniu przestrzennym gminy. Kilka wsi z dawnych typowo rolniczych przekształciło się w suburbia – miejscowości o charakterze podmiejskim z dominującą funkcją mieszkaniową. Są to zwłaszcza Kłodawa, Chwalęcice, a po części również Santocko. Wiąże się to ze znacznym przyrostem liczby mieszkańców wymienionych wsi, podczas gdy w pozostałych jest ona stabilna lub nawet nieco maleje. Zjawiska te ilustruje poniższy diagram oraz dane liczbowe zawarte w tabeli (dane za lata 2001–2019 wg stanu na 31 grudnia).
| Miejscowość       | 2001         | 2002         | 2003                                                  | 2004                                                  | 2005                                                  | 2006                                                  | 2007                                                  | 2008                                                  | 2009                                                  | 2010                                                  | 2011                    | 2012                    | 2013                    | 2014                    | 2015               | 2016               | 2017               | 2018               | 2019  |
| Miejscowość       | M            | M            | M                                                     | M                                                     | M                                                     | M                                                     | M                                                     | S                                                     | S                                                     | S                                                     | S                       | S                       | S                       | S                       | M                  | M                  | M                  | M                  | M     |
| ----------------- | ------------ | ------------ | ----------------------------------------------------- | ----------------------------------------------------- | ----------------------------------------------------- | ----------------------------------------------------- | ----------------------------------------------------- | ----------------------------------------------------- | ----------------------------------------------------- | ----------------------------------------------------- | ----------------------- | ----------------------- | ----------------------- | ----------------------- | ------------------ | ------------------ | ------------------ | ------------------ | ----- |
| Chwalęcice        | 569          | 604          | 640                                                   | 701                                                   | 752                                                   | 826                                                   | 842                                                   | 892                                                   | 911                                                   | 916                                                   | 954                     | 990                     | 1 003                   | 1 023                   | 1 065              | 1 085              | 1 091              | 1 123              | 1 148 |
| Kłodawa           | 1 102        | 1 152        | 1 202                                                 | 1 315                                                 | 1 452                                                 | 1 587                                                 | 1 600                                                 | 1 999                                                 | 2 152                                                 | 2 252                                                 | 2 403                   | 2 514                   | 2 601                   | 2 716                   | 2 827              | 2 844              | 2 966              | 3 014              | 3 049 |
| Mszaniec          | 22           | 23           | 25                                                    | 24                                                    | 23                                                    | 23                                                    | 23                                                    |                                                       |                                                       |                                                       |                         |                         |                         |                         | 23                 | 23                 | 23                 |                    |       |
| Zamoksze          | 51           | 48           | 50                                                    | 48                                                    | 46                                                    | 47                                                    | 47                                                    |                                                       |                                                       |                                                       |                         |                         |                         |                         | 39                 | 39                 | 39                 | 37                 | 37    |
| Łośno             | 373          | 364          | 369                                                   | 376                                                   | 384                                                   | 377                                                   | 376                                                   | 429                                                   | 447                                                   | 456                                                   | 461                     | 456                     | 459                     | 466                     | 437                | 445                | 441                | 448                | 442   |
| Lipy              | 38           | 38           | 39                                                    | 41                                                    | 43                                                    | 45                                                    | 45                                                    |                                                       |                                                       |                                                       |                         |                         |                         |                         | 49                 | 49                 | 46                 | 42                 | 43    |
| Mironice          | 68           | 69           | 70                                                    | 73                                                    | 71                                                    | 74                                                    | 74                                                    | 119                                                   | 118                                                   | 111                                                   | 113                     | 112                     | 112                     | 121                     | 79                 | 83                 | 84                 | 79                 | 81    |
| Różanki           | 1 106        | 1 127        | 1 139                                                 | 1 159                                                 | 1 196                                                 | 1 213                                                 | 1 210                                                 | 1 024                                                 | 1 043                                                 | 1 062                                                 | 1 086                   | 1 099                   | 1 109                   | 1 109                   | 1 383              | 1 414              | 1 407              | 1 398              | 1 457 |
| Różanki Szklarnia |              |              |                                                       |                                                       |                                                       |                                                       |                                                       | 215                                                   | 203                                                   | 207                                                   | 204                     | 200                     | 197                     | 198                     |                    |                    |                    |                    |       |
| Rybakowo          | 205          | 207          | 211                                                   | 224                                                   | 239                                                   | 231                                                   | 236                                                   | 234                                                   | 236                                                   | 238                                                   | 244                     | 250                     | 255                     | 267                     | 289                | 288                | 283                | 288                | 302   |
| Santocko          | 462          | 476          | 467                                                   | 468                                                   | 477                                                   | 486                                                   | 497                                                   | 559                                                   | 590                                                   | 621                                                   | 657                     | 686                     | 708                     | 729                     | 778                | 794                | 803                | 832                | 827   |
| Santoczno         | 187          | 192          | 198                                                   | 211                                                   | 213                                                   | 235                                                   | 235                                                   | 229                                                   | 212                                                   | 217                                                   | 224                     | 233                     | 233                     | 231                     | 231                | 222                | 222                | 233                | 233   |
| Wojcieszyce       | 933          | 942          | 928                                                   | 945                                                   | 937                                                   | 921                                                   | 920                                                   | 926                                                   | 944                                                   | 953                                                   | 938                     | 946                     | 945                     | 957                     | 975                | 968                | 958                | 932                | 920   |
| Zdroisko          | 89           | 91           | 96                                                    | 116                                                   | 114                                                   | 118                                                   | 120                                                   | 127                                                   | 133                                                   | 136                                                   | 138                     | 138                     | 138                     | 131                     | 162                | 159                | 158                | 162                | 156   |
|                   |              |              |                                                       |                                                       |                                                       |                                                       |                                                       |                                                       |                                                       |                                                       |                         |                         |                         |                         |                    |                    |                    |                    |       |
| Legenda           | Wieś sołecka | Wieś sołecka | Miejscowość niekoniecznie pokrywająca się z sołectwem | Miejscowość niekoniecznie pokrywająca się z sołectwem | Miejscowość niekoniecznie pokrywająca się z sołectwem | Miejscowość niekoniecznie pokrywająca się z sołectwem | Miejscowość niekoniecznie pokrywająca się z sołectwem | Miejscowość niekoniecznie pokrywająca się z sołectwem | Miejscowość niekoniecznie pokrywająca się z sołectwem | Miejscowość niekoniecznie pokrywająca się z sołectwem | M dane dla miejscowości | M dane dla miejscowości | M dane dla miejscowości | M dane dla miejscowości | S dane dla sołectw | S dane dla sołectw | S dane dla sołectw | S dane dla sołectw |       |

| Rok / sołectwo    | 2016        | 2016          | 2016  | 2017        | 2017          | 2017  | 2018        | 2018          | 2018  | 2019        | 2019          | 2019  |
| Rok / sołectwo    | Pobyt stały | Pobyt czasowy | Razem | Pobyt stały | Pobyt czasowy | Razem | Pobyt stały | Pobyt czasowy | Razem | Pobyt stały | Pobyt czasowy | Razem |
| ----------------- | ----------- | ------------- | ----- | ----------- | ------------- | ----- | ----------- | ------------- | ----- | ----------- | ------------- | ----- |
| Chwalęcice        | 1 061       | 24            | 1 085 | 1 070       | 21            | 1 091 | 1 099       | 24            | 1 123 | 1 129       | 20            | 1 149 |
| Kłodawa           | 2 811       | 56            | 2 861 | 2 912       | 54            | 31,5  | 2 945       | 69            | 3 014 | 2 989       | 60            | 3 049 |
| Mironice          | 113         | 9             | 122   | 110         | 13            | 123   | 112         | 4             | 116   | 113         | 5             | 118   |
| Łośno             | 488         | 8             | 496   | 480         | 7             | 487   | 481         | 9             | 490   | 478         | 7             | 485   |
| Różanki           | 1 117       | 8             | 1 125 | 1 125       | 11            | 1 136 | 1 129       | 6             | 1 135 | 1 142       | 5             | 1 147 |
| Różanki Szklarnia | 199         | 89            | 288   | 191         | 80            | 271   | 188         | 75            | 263   | 191         | 119           | 310   |
| Rybakowo          | 269         | 19            | 288   | 270         | 13            | 283   | 278         | 10            | 298   | 282         | 20            | 302   |
| Santocko          | 765         | 32            | 797   | 779         | 28            | 807   | 808         | 24            | 832   | 815         | 16            | 831   |
| Santoczno         | 213         | 9             | 222   | 213         | 9             | 222   | 220         | 13            | 232   | 223         | 11            | 234   |
| Wojcieszyce       | 952         | 16            | 968   | 944         | 14            | 958   | 924         | 8             | 932   | 910         | 10            | 920   |
| Zdroisko          | 146         | 13            | 159   | 147         | 11            | 158   | 148         | 14            | 162   | 144         | 12            | 156   |

Do pozytywnych cech krajobrazu osadniczego należy zaliczyć brak zagospodarowania przemysłowego oraz dużych obiektów infrastrukturalnych, relatywnie dobry stan techniczny zabudowy, a także mały udział zabudowy mieszkaniowej wielorodzinnej.

### Planowanie przestrzenne
Kompleksowe ujęcie wizji zagospodarowania obszaru gminy zawiera studium uwarunkowań i kierunków zagospodarowania przestrzennego przyjęte 13 lipca 2010 r. i częściowo zmienione 12 czerwca 2013 r. w wyniku odrzucenia przez mieszkańców w drodze referendum koncepcji lokalizacji lotniska na terenie gminy. Konkretyzacja ustaleń zawartych w studium następuje w drodze sporządzania miejscowych planów zagospodarowania przestrzennego. W razie ich braku wydawane są jednostkowe decyzje administracyjne o warunkach zabudowy i zagospodarowania terenu lub o ustaleniu lokalizacji inwestycji celu publicznego. Niejednokrotnie odmowa wydania decyzji szkodliwej z punktu widzenia planistycznego nie jest możliwa, dlatego gmina dąży do sporządzania planów dla całych miejscowości lub możliwie dużych ich części.
| | | Rok    | Rok   | Rok   | Rok   | Rok   | Rok   |
| 2010 | 2015 | 2016   | 2017  | 2018  | 2019  |       |       |
| --- | --- | ------ | ----- | ----- | ----- | ----- | ----- |
| Obowiązujące miejscowe plany zagospodarowania przestrzennego                                                             | |        |       |       |       |       |       |
| – plany zagospodarowania przestrzennego ogółem (szt.)                                                                    | – plany zagospodarowania przestrzennego ogółem (szt.)                                                                    | 41     | 47    | 48    | 48    | 50    | 52    |
| – powierzchnia gminy objęta obowiązującymi planami (ha)                                                                  | – powierzchnia gminy objęta obowiązującymi planami (ha)                                                                  | 335    | 4 500 | 4 571 | 4 571 | 7 768 | 8 483 |
| – udział powierzchni objętej obowiązującymi miejscowymi planami zagospodarowania przestrzennego w powierzchni ogółem (%) | – udział powierzchni objętej obowiązującymi miejscowymi planami zagospodarowania przestrzennego w powierzchni ogółem (%) | 1,4    | 19,2  | 19,5  | 19,5  | 33,1  | 36,9  |
| – łączna powierzchnia gruntów rolnych, dla których zmieniono w planach przeznaczenie na cele nierolnicze (ha)            | – łączna powierzchnia gruntów rolnych, dla których zmieniono w planach przeznaczenie na cele nierolnicze (ha)            | 113    | 130   | 140   | 140   | 140   | 142   |
| – łączna powierzchnia gruntów leśnych, dla których zmieniono w planach przeznaczenie na cele nieleśne (ha)               | – łączna powierzchnia gruntów leśnych, dla których zmieniono w planach przeznaczenie na cele nieleśne (ha)               | 6      | 7     | 7     | 7     | 8     | 10    |
| Miejscowe plany zagospodarowania przestrzennego w trakcie sporządzania                                                   | |        |       |       |       |       |       |
| – projekty planów ogółem (szt.)                                                                                          | – projekty planów ogółem (szt.)                                                                                          | 7      | 5     | 3     | 4     | 3     | 2     |
| – powierzchnia gminy objęta planami w trakcie sporządzania (ha)                                                          | – powierzchnia gminy objęta planami w trakcie sporządzania (ha)                                                          | 11 814 | 8 158 | 8 087 | 8 137 | 4 940 | 4 218 |
| Wydane decyzje o warunkach zabudowy i zagospodarowania terenu                                                            | |        |       |       |       |       |       |
| – decyzje o warunkach zabudowy ogółem (szt.)                                                                             | – decyzje o warunkach zabudowy ogółem (szt.)                                                                             | 152    | 95    | 119   | 141   | 100   | 122   |
| w tym | decyzje o ustaleniu lokalizacji inwestycji celu publicznego                                                              | 28     | 20    | 12    | 13    | 15    | 27    |
| w tym | decyzje dotyczące zabudowy mieszkaniowej jednorodzinnej                                                                  | 78     | 44    | 64    | 93    | 73    | 88    |
| w tym | decyzje dotyczące zabudowy mieszkaniowej wielorodzinnej                                                                  | 0      | 1     | 0     | 0     | 0     | 0     |
| w tym | decyzje dotyczące zabudowy usługowej                                                                                     | 4      | 16    | 5     | 5     | 6     | 30    |
| w tym | decyzje dotyczące innej zabudowy                                                                                         | 42     | 14    | 38    | 30    | 21    | 4     |

Studium uwarunkowań i kierunków zagospodarowania przestrzennego, jak i miejscowe plany zagospodarowania przestrzennego uwzględniają:
- tereny mieszkaniowe pod zabudowę jednorodzinną obejmujące zarówno tradycyjne rejony osadnicze w bezpośrednim sąsiedztwie istniejącej od lat zabudowy, jak również bardzo duże i całkowicie nowe obszary dotychczas pozbawione zabudowy. Zostały wyznaczone we wszystkich miejscowościach gminy i w każdym przypadku obejmują powierzchnie nieadekwatnie duże w stosunku do aktualnie występujących potrzeb. Na południe od miejscowości Różanki przewidziano rozległy obszar pod zabudowę wielorodzinną.
- tereny usługowe skoncentrowane głównie w pasie drogi krajowej nr 22 pomiędzy Gorzowem Wielkopolskim i Różankami. Mniejsze obszary wskazano również na południe od Wojcieszyc (teren dawnej farmy) oraz na północ od Santocka przy planowanej północnej obwodnicy Gorzowa Wielkopolskiego Tereny zabudowy mieszkaniowej z dopuszczeniem usług nieuciążliwych zostały wskazane w północnej części Kłodawy, a w mniejszym stopniu również w Santocku, Chwalęcicach, Różankach, na tzw. Osiedlu Południowym w Wojcieszycach, w Łośnie i Rybakowie.
- tereny przemysłowe wyznaczone na południe od wsi Wojcieszyce. Nieduże obszary przeznaczone na działalność produkcyjną, a także bazy i składy zostały zlokalizowane na północy i południu Kłodawy w bezpośrednim sąsiedztwie drogi wojewódzkiej nr 151 i na południe od wsi Różanki.
- tereny usług sportu, rekreacji i turystyki wyznaczone w wyniku zmiany Studium w 2013 r. pomiędzy Wojcieszycami i Różankami. Jak stwierdza się w Strategii zrównoważonego rozwoju Gminy Kłodawa, było to podyktowane raczej koniecznością znalezienia nowego przeznaczenia, aniżeli rzeczywistą potrzebą. (...) Można z bardzo dużym prawdopodobieństwem założyć, że obszar ten będzie zawsze pełnił funkcje rolnicze.
- tereny produkcji rolnej zachowane w rejonie Różanek, Wojcieszyc oraz pomiędzy Santockiem i Chwalęcicami.
- tereny dla komunikacji zarezerwowane dla tzw. północnej obwodnicy Gorzowa, czyli łącznika pomiędzy drogą ekspresową S3 i drogą krajową nr 22 przebiegającego w przybliżeniu na granicy obszarów rolno-osadniczych oraz leśnych, a także obejście od strony wschodniej miejscowości Kłodawa w ciągu drogi wojewódzkiej nr 151.

## Demografia
W końcu grudnia 2019 r. ludność gminy Kłodawa liczyła 8701 osób i wzrosła o 124 osoby w stosunku do 2018 r. Z tego 8416 osoby zameldowane były na pobyt stały, natomiast 285 osób na pobyt czasowy. Kobiety stanowiły 50,23% populacji; na 100 mężczyzn przypadało 101 kobiet.
W latach 1988–2019 liczba mieszkańców wzrosła o 84%. Systematycznie rośnie również wskaźnik obciążenia demograficznego, który w roku 2017 wyniósł 41,7%.
|        |           | 1995  | 2000  | 2005  | 2010  | 2011  | 2012  | 2013  | 2014  | 2015  | 2016  | 2017  | 2018  | 2019  |
| ------ | --------- | ----- | ----- | ----- | ----- | ----- | ----- | ----- | ----- | ----- | ----- | ----- | ----- | ----- |
| Ogółem | Ogółem    | 4 892 | 5 303 | 6 210 | 7 458 | 7 651 | 7 879 | 8046  | 8 201 | 8298  | 8 407 | 8 506 | 8 609 | 8 677 |
| z tego | mężczyźni | 2 466 | 2 657 | 3 111 | 3 715 | 3 808 | 3 907 | 4 005 | 4 066 | 4 110 | 4 166 | 4 201 | 4 241 | 4 262 |
| z tego | kobiety   | 2 426 | 2 646 | 3 099 | 3 743 | 3 843 | 3 972 | 4 041 | 4 135 | 4 188 | 4 241 | 4 305 | 4 368 | 4 415 |

| Opis                                                           | Ogółem | Ogółem | Kobiety | Kobiety | Mężczyźni | Mężczyźni |
| Opis                                                           | osób   | %      | osób    | %       | osób      | %         |
| -------------------------------------------------------------- | ------ | ------ | ------- | ------- | --------- | --------- |
| Populacja                                                      | 8 677  | 100    | 4 415   | 50,1    | 4 262     | 49,9      |
| w wieku przedprodukcyjnym (do 14 lat)                          | 1 432  | 16,5   | 737     | 8,5     | 695       | 8,0       |
| w wieku produkcyjnym (15–59 lat kobiety, 15–64 lata mężczyźni) | 5 844  | 67,3   | 2 768   | 31,9    | 3 076     | 35,4      |
| w wieku poprodukcyjnym                                         | 1 401  | 16,1   | 910     | 10,5    | 491       | 5,6       |

Gmina systematycznie wykazuje dodatni przyrost naturalny. W roku 2000 wyniósł on 5,4‰, w 2005 – 3,2‰, w 2010 – 2,7‰, w 2015 – 1,1‰, a w 2017 roku 2,8‰. Również saldo migracji jest zdecydowanie dodatnie. Zwłaszcza to drugie zjawisko determinuje szybki przyrost liczby mieszkańców gminy, której południowa część w coraz większej mierze przekształca się w „sypialnię Gorzowa”. Mieści się to w ogólnokrajowej tendencji suburbanizacyjnej, polegającej na masowym migrowaniu mieszkańców miast do okolicznych wsi i związanej ze zmianami stylu życia, wzrostem majętności oraz dostępności do kredytów.
30,7% mieszkańców jest stanu wolnego, 55,1% żyje w małżeństwie, 5,9% jest po rozwodzie, a 8,1% to wdowy/wdowcy.
W roku 2019 67,3% mieszkańców było w wieku produkcyjnym, 16,5% w wieku przedprodukcyjnym, a 16,1% w wieku poprodukcyjnym. Średni wiek mieszkańców wynosił 39,1 lat (39,6 lat kobiety, 38,5 lat mężczyźni)..

## Zasoby mieszkaniowe
Na terenie Gminy dominuje zabudowa mieszkaniowa jednorodzinna. Budynki wielorodzinne znajdują się w Wojcieszycach (7 bloków czteropiętrowych i 3 dwupiętrowe), Różankach Szklarni, a także Różankach, Łośnie i Kłodawie.
Gmina jest właścicielem 23 mieszkań komunalnych o łącznej powierzchni 1066 m² oraz 7 mieszkań socjalnych o powierzchni 312 m², jednak nie pokrywa to zapotrzebowania.
Stara zabudowa tworzy zazwyczaj uporządkowane układy i cechuje się podobnymi gabarytami. Natomiast nowa zabudowa jednorodzinna wykazuje bardzo duże zróżnicowanie gabarytów, pokrycia i nachylenia dachów, kolorystyki elewacji, a także zastosowanych materiałów.
| Rok  | Budynki mieszkalne | Mieszkania | Izby   | Powierzchnia użytkowa mieszkań w m² | Przeciętna              | Przeciętna     | Przeciętna     | Przeciętna                 | Przeciętna                 |
| Rok  | Budynki mieszkalne | Mieszkania | Izby   | Powierzchnia użytkowa mieszkań w m² | liczba izb w mieszkaniu | liczba osób na | liczba osób na | powierzchnia użytkowa w m² | powierzchnia użytkowa w m² |
| Rok  | Budynki mieszkalne | Mieszkania | Izby   | Powierzchnia użytkowa mieszkań w m² | liczba izb w mieszkaniu | 1 mieszkanie   | 1 izbę         | 1 mieszkania               | na 1 osobę                 |
| ---- | ------------------ | ---------- | ------ | ----------------------------------- | ----------------------- | -------------- | -------------- | -------------------------- | -------------------------- |
| 1996 |                    | 1 243      | 5 096  | 92 240                              | 4,13                    | 3,99           | 0,97           | 74,7                       | 18,7                       |
| 2006 |                    | 2 083      | 9 702  | 202 516                             | 4,65                    | 3,08           | 0,66           | 97,2                       | 31,5                       |
| 2016 | 2 319              | 2 707      | 13 372 | 296 301                             | 4,94                    | 3,11           | 0,63           | 109,5                      | 35,2                       |
| 2018 | 2 416              | 2 805      | 13 928 | 308 666                             | 4,97                    | 3,07           | 0,62           | 110,0                      | 35,9                       |
| 2019 | 2 468              | 2 855      | 14 193 | 315 104                             | 4,97                    | 3,04           | 0,61           | 110,4                      | 36,3                       |

Mieszkania oddawane do użytku w latach 1995–2019
Przeciętna powierzchnia użytkowa mieszkania, zarówno ogółem, jak i przypadająca na 1 mieszkańca stale rośnie i jest znacząco wyższa, niż średnio w kraju czy w powiecie gorzowskim. Wynika to głównie z rodzaju zabudowy w ostatnich 25 latach, w której przeważają domy jednorodzinne o znaczącej powierzchni.
Przeciętna powierzchnia 1 mieszkania oddawanego do użytku w latach 1995–2019
Systematycznie poprawia się również standard mieszkań, co jest wynikiem zarówno nowego budownictwa, jak i modernizacji starszych domów. Od szeregu lat gmina realizuje program usuwania azbestu i wyrobów zawierających azbest, ponosząc koszty demontażu oraz utylizacji pokryć dachowych wykonanych z eternitu.
| Rok  | Liczba mieszkań ogółem | Mieszkania wyposażone w: | Mieszkania wyposażone w: | Mieszkania wyposażone w: | Mieszkania wyposażone w: | Mieszkania wyposażone w: | Mieszkania wyposażone w: | Mieszkania wyposażone w: | Mieszkania wyposażone w: |
| Rok  | Liczba mieszkań ogółem | wodociąg                 | wodociąg                 | łazienkę                 | łazienkę                 | centralne ogrzewanie     | centralne ogrzewanie     | gaz sieciowy             | gaz sieciowy             |
| Rok  | Liczba mieszkań ogółem | ilość                    | %                        | ilość                    | %                        | ilość                    | %                        | ilość                    | %                        |
| ---- | ---------------------- | ------------------------ | ------------------------ | ------------------------ | ------------------------ | ------------------------ | ------------------------ | ------------------------ | ------------------------ |
| 2006 | 2 083                  | 2 000                    | 96,0                     | 1 806                    | 86,7                     | 1 350                    | 64,8                     | 149                      | 7,1                      |
| 2016 | 2 707                  | 2 668                    | 98,6                     | 2 544                    | 94,0                     | 2 103                    | 77,7                     | 963                      | 26,1                     |
| 2018 | 2 805                  | 2 766                    | 98,6                     | 2 642                    | 94,2                     | 2 201                    | 78,5                     | 1 058                    | 37,7                     |
| 2019 | 2 855                  | 2 816                    | 98,6                     | 2 692                    | 94,3                     | 2 251                    | 78,8                     | 1 124                    | 39,3                     |

## Infrastruktura techniczna i transportowa

### Wodociągi i kanalizacja
W południowej, przyległej do miasta Gorzowa Wlkp. części gminy, to jest w miejscowościach Kłodawa, Chwalęcice, Santocko, Mironice, Różanki, Różanki Szklarnia i Wojcieszyce, usługi polegające na dostarczaniu wody pitnej oraz odbiorze ścieków świadczy kompleksowo Przedsiębiorstwo Wodociągów i Kanalizacji w Gorzowie Wlkp. Pobiera ono wodę z ujęć w Gorzowie Wlkp. i Kłodawie, a nieczystości odprowadza kolektorami grawitacyjnymi i tłocznymi do zbiorczej oczyszczalni ścieków w miejscowości Łupowo (gmina Bogdaniec). Gmina przekazała PWiK urządzenia wodociągowe i kanalizacyjne z tego terenu w zamian za akcje o wartości ok. 20 mln zł.
W północnej części, tj. miejscowościach Santoczno, Rybakowo, Zdroisko, Łośno (wraz z Lipami) właścicielem sieci wodociągowej jest gmina. Zarządza nią Zakład Komunalny Gminy Kłodawa w Różankach, korzystający z własnych studni głębinowych w Zdroisku i Łośnie. Na tym terenie nie ma zbiorczej sieci kanalizacyjnej. Ścieki gromadzone są w zbiornikach bezodpływowych, a następnie odwożone do punktu zlewnego w Różankach, skąd tłoczone są za pośrednictwem miejskiej sieci kanalizacyjnej do oczyszczalni. Na tych terenach gmina wspiera budowę przydomowych oczyszczalni ścieków, pozyskując na ten cel środki unijne.
| Rok  | Sieć wodociągowa   | Sieć wodociągowa      | Sieć wodociągowa                | Sieć kanalizacyjna | Sieć kanalizacyjna    | Sieć kanalizacyjna              | Oczyszczalnie przydomowe | Zbiorniki bezodpływowe |
| Rok  | długość sieci w km | przyłącza do budynków | korzystający w % ogółu ludności | długość sieci w km | przyłącza do budynków | korzystający w % ogółu ludności | szt.                     | szt.                   |
| ---- | ------------------ | --------------------- | ------------------------------- | ------------------ | --------------------- | ------------------------------- | ------------------------ | ---------------------- |
| 2016 | 119,9              | 2 659                 | 99,0                            | 83,0               | 1 569                 | 63,6                            | 99                       | 684                    |
| 2017 | 121,5              | 2450                  | 92,31                           | 86,8               | 1785                  | 66,9                            | 99                       | 684                    |
| 2018 | 137,4              | 2 530                 | 98,9                            | 92,0               | 1 852                 | 67,8                            | 130                      | 660                    |

### Energia
Zaopatrzenie w energię elektryczną zapewnia ENEA S.A Wydział Usług Dystrybucji Gorzów Wlkp. Obszar gminy zasilany jest ze stacji elektroenergetycznych 110/15 kV zlokalizowanych w Gorzowie Wlkp: „Jedwabie”, „Słowiańska”, „Górczyn” oraz w Łupowie i Strzelcach Krajeńskich.
Sieć gazowa średniego ciśnienia została w większości wybudowana po roku 2002 przez EWE energia sp. z o.o., która dostarcza do odbiorców we wsiach Santocko, Kłodawa, Chwalęcice, Wojcieszyce i Różanki gaz ziemny wysokometanowy E (GZ-50), pobierany ze stacji 760240 w Kłodawie należącej do Wielkopolskiej Spółki Gazownictwa sp. z o.o. Do osiedla Różanki Szklarnia gaz dostarczany jest przez PGNiG. Ponadto znaczna część mieszkańców korzysta z gazu butlowego propan-butan.
| Rok  | Długość czynnej sieci km | Długość czynnej sieci km | Przyłącza do budynków | Przyłącza do budynków | Odbiorcy gazu | Zużycie gazu | Mieszkania ogrzewane gazem |
| Rok  | ogółem                   | rozdzielcza              | ogółem                | mieszkalnych          | Odbiorcy gazu | Zużycie gazu | Mieszkania ogrzewane gazem |
| ---- | ------------------------ | ------------------------ | --------------------- | --------------------- | ------------- | ------------ | -------------------------- |
| 2016 | 127,8                    | 71,1                     | 1 119                 | 1 070                 | 1 084         | 15 858,4 MWh | 237                        |
| 2018 | 127,2                    | 72,6                     | 1 220                 | 1 159                 | 1 179         | 17 643,8 MWh | 365                        |
| 2019 | 130,0                    | 73,3                     | 1 286                 | 1 223                 | 1 245         | 17 851,7 MWh | 442                        |

### Łączność
Na terenie gminy (w miejscowościach Kłodawa, Różanki i Wojcieszyce) znajdują się 3 centrale telefoniczne firmy Orange Polska S.A. połączone liniami światłowodowymi z centralą nadrzędną w Gorzowie Wlkp. oraz stacje bazowe telefonii komórkowej, zlokalizowane w Kłodawie (2), Łośnie i Nierzymiu.
W 2014 r. w ramach programu wojewódzkiego w części gminy została zbudowana szkieletowa sieć internetowa o dużej przepustowości. Obecnie trwają prace przygotowawcze w celu rozprowadzenia jej do odbiorców w poszczególnych miejscowościach.

### Transport publiczny
Miejscowości wchodzące w skład gminy Kłodawa są obsługiwane głównie przez przedsiębiorstwo PKS Gorzów Wlkp. Sp. z o.o. w Gorzowie Wlkp. poprzez następujące linie:
- 241A: Gorzów Wlkp. - Wojcieszyce - Różanki - Róż. Szklarnia - Gorzów Wlkp.
- 241B: Gorzów Wlkp. Róż. Szklarnia - Różanki - Wojcieszyce - Gorzów Wlkp.
- 242: Gorzów Wlkp. - Kłodawa - Mironice - Santocko - Mironice - Kłodawa - Gorzów Wlkp.
- 243A: Gorzów Wlkp. - Kłodawa - Łośno - Lubociesz - Lipy - Rybakowo - Santoczno - Zdroisko - Nierzym - Różanki - Róż. Szklarnia - Gorzów Wlkp.
- 243B: Gorzów Wlkp. - Róż. Szklarnia - Różanki - Nierzym - Zdroisko - Santoczno - Rybakowo - Lipy - Lubociesz - Łośno - Kłodawa - Gorzów Wlkp.
- 243C: Gorzów Wlkp. - Kłodawa - Łośno - Lubociesz - Lipy - Rybakowo - Santoczno - Zdroisko - Nierzym - Różanki - Wojcieszyce - Kłodawa - Gorzów Wlkp.
- 243D: Gorzów Wlkp. - Kłodawa - Wojcieszyce - Różanki - Nierzym - Zdroisko - Santoczno - Rybakowo - Lipy - Lubociesz - Łośno - Kłodawa - Gorzów Wlkp.

Ponadto Miejski Zakład Komunikacji w Gorzowie Wlkp. obsługuje linię:
- 111 : Gorzów Wlkp. – Chwalęcice

### Gospodarowanie odpadami
Zadania związane z wywozem odpadów wykonuje w imieniu gminy Związek Celowy Gmin MG-6.
|                                                           | 2017     | 2018     | 2019     |
| --------------------------------------------------------- | -------- | -------- | -------- |
| Ogółem (ton)                                              | 3 104,88 | 3 346,43 | 3 519,69 |
| w tym zebrane selektywnie (ton)                           | 1 054,76 | 1 009,91 | 1 108,06 |
| Odpady zebrane selektywnie w relacji do ogółu odpadów (%) | 34,0     | 30,3     | 31,5     |

|        |                                        | 2017     | 2018     | 2019     |
| ------ | -------------------------------------- | -------- | -------- | -------- |
| Ogółem | Ogółem                                 | 1 054,76 | 1 009,91 | 1 108,06 |
| w tym  | papier i tektura                       | 16,72    | 24,62    | 71,88    |
| w tym  | szkło                                  | 98,23    | 103,44   | 115,61   |
| w tym  | tworzywa sztuczne                      | 1,19     | 78,21    | 157,21   |
| w tym  | urządzenia elektryczne i elektroniczne | 5,58     | 0,00     | 0,00     |
| w tym  | wielkogabarytowe                       | 131,14   | 117,90   | 152,36   |
| w tym  | biodegradowalne                        | 585,85   | 559,64   | 611,00   |

### Referat Gospodarczy Gminy Kłodawa
Od początku roku 2012 do końca 2019 r. działał Zakład Gospodarczy jako jednostka organizacyjna Gminy Kłodawa. Z dniem 1 stycznia 2020 r. został on przekształcony w Referat Gospodarczy i włączony w struktury organizacyjne Urzędu Gminy Kłodawa. Aktualnie zatrudnia 15 pracowników. Prowadzi działalność w zakresie:
- zbiorowego zaopatrzenia w wodę mieszkańców wsi Łośno, Rybakowo, Santoczno i Zdroisko. W roku 2016 było w nich łącznie 525 odbiorców, w roku 2017 – 542,
- zbiorowego odprowadzania ścieków w części miejscowości Łośno,
- wywozu własnym samochodem asenizacyjnym nieczystości płynnych. W roku 2017 zostało odebranych i przekazanych do punktu zlewnego 8 400m³, co miesiąc obsługiwano ok. 77 punktów odbioru,
- budowy przydomowych oczyszczani ścieków (15 szt. w roku 2017),
- administracji cmentarzy komunalnych w miejscowościach Kłodawa, Różanki, Łośno i Santoczno,
- utrzymania terenów zielonych,
- zimowego utrzymania dróg.[36]

### Drogi
Na terenie gminy brakuje dróg wodnych oraz sieci kolejowej (połączenia zapewnia stacja Gorzów Wlkp.).
| Droga | Trasa | Długość w gminie |
| ----- | --- | ---------------- |
| E65   | Świnoujście – Goleniów – Szczecin – Klucz) – Parnica – Gorzów Wielkopolski – Zielona Góra – A4 (Legnica) – Bolków – Lubawka – | 6 km             |
|       | – Kostrzyn nad Odrą – Gorzów Wielkopolski – Człopa – Wałcz – Człuchów – Starogard Gdański – Malbork – Elbląg – Grzechotki –   | 11 km            |
|       | Gorzów Wielkopolski – Barlinek – Recz – Węgorzyno – Łobez – Świdwin                                                           | 11 km            |

Drogi powiatowe
posiadają na terenie gminy łączną długość 44,50 km. Ich stan techniczny w dużej części jest zły, dlatego gmina Kłodawa niejednokrotnie z własnych środków udziela Powiatowi Gorzowskiemu dotacji na prace remontowe i modernizacyjne.
- 1404F: Wojcieszyce – Różanki – Janczewo,
- 1405F: od skrzyżowania z drogą wojewódzką nr 151 przez Łośno i Zdroisko do Czechowa,
- 1406F: Kłodawa – Wojcieszyce – Wawrów – Czechów,
- 1407F: Santoczno – Wielisławice – Bronowice,
- 1408F: droga przez wieś Rybakowo (ul. Lipowa),
- 1409F: Gorzów Wlkp. – Chwalęcice – Kłodawa,
- 1410F: Witnica – Lubno – Marwice – Santocko – Kłodawa
- 1411F: Łośno – Różanki
- 1412F: od drogi krajowej nr 22 do drogi pow. 1405F

Drogi gminne i wewnętrzne
- drogi gminne publiczne posiadają długość 37,84 km,
- drogi wewnętrzne posiadają długość 86,49 km[21].

## Gospodarka
Główną funkcją gminy przez wiele lat była gospodarka leśno-drzewna i rolnictwo uzupełniane funkcjami pozarolniczymi, głównie w zakresie usług. Współcześnie w strukturze gospodarki gminnej wzrasta rola funkcji mieszkaniowej oraz turystyki i rekreacji, przy zmniejszającej się roli produkcji rolniczej i usług związanych z tym sektorem.
|                                            | Ogółem | W tym                    | W tym       | W tym                                  | W tym                             | W tym                        | W tym                    | W tym                                   | W tym                       | W tym                                           | W tym |
| rolnictwo, leśnictwo, łowiectwo i rybactwo | Ogółem | przetwórstwo przemysłowe | budownictwo | handel; naprawa pojazdów samochodowych | transport i gospodarka magazynowa | zakwaterowanie i gastronomia | informacja i komunikacja | działalność finansowa i ubezpieczeniowa | obsługa rynku nieruchomości | działalność profesjonalna, naukowa i techniczna |       |
| ------------------------------------------ | ------ | ------------------------ | ----------- | -------------------------------------- | --------------------------------- | ---------------------------- | ------------------------ | --------------------------------------- | --------------------------- | ----------------------------------------------- | ----- |
| 2016                                       | 1 188  | 49                       | 97          | 145                                    | 257                               | 86                           | 32                       | 17                                      | 39                          | 18                                              | 77    |
| 2017                                       | 1 262  | 56                       | 110         | 163                                    | 297                               | 149                          | 26                       | 24                                      | 40                          | 18                                              | 149   |
| 2018                                       | 1 319  | 55                       | 110         | 167                                    | 303                               | 167                          | 26                       | 26                                      | 42                          | 22                                              | 167   |
| 2019                                       | 1 357  | 55                       | 113         | 177                                    | 296                               | 172                          | 29                       | 28                                      | 41                          | 22                                              | 172   |

W ciągu ostatnich kilkunastu lat bardzo dynamicznie zwiększa się liczba podmiotów gospodarczych, jednak ten przyrost dotyczy głównie bardzo małych przedsiębiorstw. W roku 2017 ich udział wynosił 97,8%.
|        |                                            | 2010 | 2010 | 2015 | 2015 | 2016 | 2016 | 2017 | 2017 | 2018 | 2018 | 2019 | 2019 |
| Z      | W                                          | Z    | W    | Z    | W    | Z    | W    | Z    | W    | Z    | W    |      |      |
| ------ | ------------------------------------------ | ---- | ---- | ---- | ---- | ---- | ---- | ---- | ---- | ---- | ---- | ---- | ---- |
| Ogółem | Ogółem                                     | 129  | 61   | 129  | 88   | 91   | 100  | 130  | 82   | 132  | 89   | 122  | 96   |
| w tym  | rolnictwo, leśnictwo, łowiectwo i rybactwo | 3    | 2    | 4    | 1    | 6    | 2    | 8    | 2    | 3    | 5    | 4    | 4    |
| w tym  | przemysł i budownictwo                     | 31   | 17   | 19   | 15   | 28   | 22   | 40   | 17   | 23   | 25   | 30   | 22   |
| w tym  | pozostała działalność                      | 95   | 42   | 97   | 72   | 66   | 76   | 82   | 69   | 106  | 59   | 88   | 70   |

| Rok  | Ogółem | Liczba zatrudnionych 0 – 9 | Liczba zatrudnionych 10 – 49 | Liczba zatrudnionych 50 – 249 |
| ---- | ------ | -------------------------- | ---------------------------- | ----------------------------- |
| 2005 | 549    | 528                        | 16                           | 5                             |
| 2010 | 919    | 889                        | 23                           | 7                             |
| 2015 | 1 188  | 1 162                      | 20                           | 5                             |
| 2017 | 1 262  | 1 235                      | 22                           | 5                             |
| 2018 | 1 319  | 1 289                      | 24                           | 6                             |
| 2019 | 1 357  | 1 327                      | 24                           | 6                             |

Zdecydowana większość podmiotów gospodarczych należy do sektora prywatnego. 85,4% z nich to osoby fizyczne prowadzące działalność gospodarczą.
| Rok  | Ogółem | w tym           | w tym                                   | w tym          | w tym                                               | w tym                                            | w tym                                             |
| Rok  | Ogółem | spółki handlowe | spółki handlowe                         | spółki cywilne | Państwowe i samorządowe jednostki prawa budżetowego | fundacje, stowarzyszenia i organizacje społeczne | osoby fizyczne prowadzące działalność gospodarczą |
| Rok  | Ogółem | razem           | w tym z udziałem kapitału zagranicznego | spółki cywilne | Państwowe i samorządowe jednostki prawa budżetowego | fundacje, stowarzyszenia i organizacje społeczne | osoby fizyczne prowadzące działalność gospodarczą |
| ---- | ------ | --------------- | --------------------------------------- | -------------- | --------------------------------------------------- | ------------------------------------------------ | ------------------------------------------------- |
| 1995 | 319    | 10              | 6                                       |                | 9                                                   | 3                                                | 262                                               |
| 2000 | 446    | 20              | 12                                      |                | 10                                                  | 9                                                | 351                                               |
| 2005 | 549    | 30              | 12                                      |                | 11                                                  | 8                                                | 448                                               |
| 2010 | 919    | 40              | 14                                      |                | 10                                                  | 18                                               | 784                                               |
| 2015 | 1 187  | 58              | 13                                      | 9              | 10                                                  | 40                                               | 1 006                                             |
| 2017 | 1 262  | 70              | 12                                      | 47             | 7                                                   | 39                                               | 1 078                                             |
| 2018 | 1 319  | 64              | 3                                       | 51             | 7                                                   | 37                                               | 1 134                                             |
| 2019 | 1 357  | 66              | 3                                       | 51             | 6                                                   | 39                                               | 1 169                                             |

80,2% gruntów na terenie gminy jest własnością Skarbu Państwa. Składa się na to głównie 69,1% gruntów leśnych oraz 8,8% użytków rolnych i 1,6% gruntów pod wodami. Drogi zajmują łącznie 1,6% powierzchni gminy.
| Wyszczególnienie                                    | Ogółem | Grunty rolne | Grunty rolne | Grunty rolne | Grunty rolne | Grunty rolne | Grunty leśne | Grunty zabudowane i zurbanizowane | Grunty zabudowane i zurbanizowane | Grunty zabudowane i zurbanizowane | Grunty zabudowane i zurbanizowane | Grunty zabudowane i zurbanizowane | Grunty pod wodami | Grunty pod wodami | Grunty pod wodami | Użytki ekolo- giczne | Tereny różne |
| Wyszczególnienie                                    | Ogółem | razem        | w tym        | w tym        | w tym        | w tym        | Grunty leśne | razem                             | w tym                             | w tym                             | w tym                             | w tym                             | razem             | w tym             | w tym             | Użytki ekolo- giczne | Tereny różne |
| Wyszczególnienie                                    | Ogółem | razem        | orne         | sady         | łąki         | Past- wiska  | Grunty leśne | razem                             | miesz- kan.                       | prze- mysł.                       | rekr. wyp.                        | drogi                             | razem             | płyną cymi        | stoją cymi        | Użytki ekolo- giczne | Tereny różne |
| --------------------------------------------------- | ------ | ------------ | ------------ | ------------ | ------------ | ------------ | ------------ | --------------------------------- | --------------------------------- | --------------------------------- | --------------------------------- | --------------------------------- | ----------------- | ----------------- | ----------------- | -------------------- | ------------ |
| Ogółem                                              | 23 447 | 5 947        | 3 667        | 32           | 1 027        | 217          | 16 282       | 593                               | 140                               | 6                                 | 18                                | 381                               | 583               | 527               | 56                | 17                   | 25           |
| w tym                                               |        |              |              |              |              |              |              |                                   |                                   |                                   |                                   |                                   |                   |                   |                   |                      |              |
| Zasób Własności Rolnej Skarbu Państwa (SP)          | 18 801 | 2 072        | 1 261        | 2            | 239          | 99           | 16 197       | 141                               | 1                                 | –                                 | 5                                 | 129                               | 351               | 299               | 52                | 17                   | 23           |
| Grunty SP przekazane w użytkowanie wieczyste        | 238    | 237          | 195          | –            | 27           | –            | –            | 1                                 | 1                                 | –                                 | –                                 | –                                 | –                 | –                 | –                 | –                    | –            |
| Grunty spółek SP i innych państwowych osób prawnych | 111    | 3            | –            | –            | –            | –            | 5            | –                                 | –                                 | –                                 | –                                 | –                                 | 103               | 103               | –                 | –                    | –            |
| Grunty gmin i związków międzygminnych               | 365    | 177          | 75           | –            | 63           | 20           | 15           | 171                               | –                                 | 1                                 | 12                                | 144                               | 2                 | –                 | 2                 | –                    |              |
| Grunty osób fizycznych                              | 3 554  | 3 318        | 2 012        | 30           | 699          | 98           | 65           | 167                               | 136                               | 3                                 | 1                                 | 3                                 | 2                 |                   | 2                 | –                    | 2            |
| Grunty spółdzielni                                  | 11     | –            | 11           | –            | –            | –            | –            | –                                 | –                                 | –                                 | –                                 | –                                 | –                 | –                 | –                 | –                    | –            |
| Grunty kościołów i związków wyznaniowych            | 91     | 90           | 89           | –            | –            | –            | –            | 1                                 | –                                 | –                                 | –                                 | –                                 | –                 | –                 | –                 | –                    | –            |
| Grunty powiatów                                     | 84     | 1            | 1            | –            | –            | –            | –            | 83                                | –                                 | –                                 | –                                 | 83                                | –                 | –                 | –                 | –                    | –            |
| Grunty Województw                                   | 24     | 1            | 1            | –            | –            | –            | –            | 23                                | –                                 | –                                 | –                                 | 22                                | –                 | –                 | –                 | –                    | –            |
| Grunty spółek prawa handlowego                      | 163    | 32           | 19           | –            | –            | –            | –            | 5                                 | 1                                 | 2                                 | –                                 | –                                 | 125               | –                 | 125               | –                    | –            |

### Rolnictwo
Użytki rolne zajmują prawie 23% powierzchni gminy, z czego 16% stanowią grunty orne, a 4,5% łąki. Przeważają gospodarstwa małe; średnia powierzchnia gospodarstwa rolnego wynosi 6,9 ha, a w północnej części gminy jeszcze mniej, bo 2,8 ha. Największym przedsiębiorstwem rolnym jest Zakład Ogrodniczy Maciej Mularski, zajmujący się produkcją pomidorów w Różankach Szklarni, a ponadto dzierżawiący od Krajowego Ośrodka Wsparcia Rolnictwa znaczne obszary gruntów pozostałych po byłej Stacji Hodowli Roślin w Wojcieszycach.
| Rok  | Ogółem | o powierzchni użytków rolnych | o powierzchni użytków rolnych | o powierzchni użytków rolnych | o powierzchni użytków rolnych | o powierzchni użytków rolnych |
| Rok  | Ogółem | do 1 ha                       | 1 – 5 ha                      | 5 – 10 ha                     | 10 – 15 ha                    | 15 ha i więcej                |
| ---- | ------ | ----------------------------- | ----------------------------- | ----------------------------- | ----------------------------- | ----------------------------- |
| 2002 | 727    | 246                           | 172                           | 74                            | 29                            | 28                            |
| 2010 | 574    | 268                           | 193                           | 59                            | 24                            | 30                            |

Produkcja rolna skupia się na uprawie zbóż podstawowych. Rozwijają się również specjalistyczne kierunki produkcji rolnej, np. uprawa warzyw i owoców (zwłaszcza w okolicach Kłodawy, Chwalęcic i Różanek), hodowla bydła mięsnego i mlecznego, a także rybactwo (w Mironicach, Kłodawie i Lipach) oraz hodowla drobiu.

### Leśnictwo
Lasy zajmują 16 282 ha, tj. prawie 70% powierzchni gminy. W zdecydowanej większości są własnością Skarbu Państwa, tylko 25 ha (0,15%) gruntów leśnych stanowi własność indywidualną. W ostatnich latach powierzchnia lasów powoli rosła, na co istotny wpływ miały dopłaty z UE do zalesiania gruntów rolnych.
Lasy państwowe zarządzane są przez: Nadleśnictwo Kłodawa (14 549 ha), Nadleśnictwo Bogdaniec (566 ha) i Nadleśnictwo Strzelce Krajeńskie (1 578 ha). Poziom urządzenia i użytkowania jest bardzo wysoki, co obfituje dużą produktywnością, bogactwem runa leśnego i zwierzyny łownej.
Na terenie gminy posiadają obwody 4 koła łowieckie: „Leśnik” w Kłodawie, „Wilk” w Różankach, „Orzeł” w Santocku i „Knieja-Lubociesz w Lipach”.

### Przemysł
Niewielkie i niezbyt liczne przedsiębiorstwa produkcyjne skupiły się głównie w Kłodawie. Do największych należą: Constans Sp. z o.o. – producent okien i drzwi, Vetoquinol Biowet Sp. zo.o. – działająca na rynku medycyny weterynaryjnej, B&B Bilusa – producent okien i drzwi.
Gmina stanowi naturalną rezerwę terenową dla lokalizacji nowych firm produkcyjnych oraz centrów magazynowo-logistycznych. Aby stworzyć ku temu zachętę i ułatwienia, w obrębie miejscowości Wojcieszyce na powierzchni 25 ha została w roku 2016 utworzona podstrefa Kostrzyńsko-Słubickiej Specjalnej Strefy Ekonomicznej. Również północna część wsi Kłodawa, w której działa już kilka podmiotów gospodarczych, może rozwinąć się w lokalną strefę gospodarczą.

### Handel
Sklepy wielkopowierzchniowe istnieją tylko we wsi Kłodawa (supermarkety Biedronka i Dino). Na Osiedlu Południowym w Wojcieszycach funkcjonuje salon samochodowy Toyoty oraz hurtownia karmy i sklep zoologiczny, w Różankach są hurtownie artykułów sportowych oraz słodyczy. W pozostałych miejscowościach działają tylko niewielkie sklepy wielobranżowe, będące często przedsiębiorstwami rodzinnymi.

### Usługi
Znaczna liczba zakładów usługowych pozwala na zaspokojenie podstawowych potrzeb mieszkańców.

### Górnictwo
W rejonie Różanek działa kopalnia kruszywa prowadzona przez firmę „Stężyca”.

### Transport
Do największych przedsiębiorstw przewozowych należą firmy „Transton” w Wojcieszycach oraz „Kozaryn” w Różankach.
Transport publiczny obsługuje przedsiębiorstwo PKS Gorzów Wlkp. oraz – w znacznie mniejszym stopniu – Miejski Zakład Komunikacji w Gorzowie Wlkp.

### Lokalny rynek pracy
|           | 1995 | 2000 | 2005 | 2010 | 2011 | 2012 | 2013 | 2014 | 2015 | 2016 | 2017 | 2018 | 2019 |
| --------- | ---- | ---- | ---- | ---- | ---- | ---- | ---- | ---- | ---- | ---- | ---- | ---- | ---- |
| Ogółem    | 596  | 596  | 565  | 558  | 565  | 528  | 504  | 639  | 622  | 616  | 703  | 804  | 848  |
| Mężczyźni | 364  | 279  | 253  | 297  | 302  | 288  | 270  | 335  | 316  | 308  | 348  | 426  | 455  |
| Kobiety   | 232  | 317  | 312  | 261  | 263  | 240  | 234  | 304  | 306  | 308  | 355  | 378  | 393  |

|           | 2005 | 2010 | 2011 | 2012 | 2013 | 2014 | 2015 | 2016 | 2017 | 2018 | 2019 | 30.VI.2020 |
| --------- | ---- | ---- | ---- | ---- | ---- | ---- | ---- | ---- | ---- | ---- | ---- | ---------- |
| Ogółem    | 447  | 239  | 318  | 349  | 358  | 211  | 170  | 117  | 101  | 85   | 73   | 116        |
| Mężczyźni | 204  | 103  | 135  | 154  | 148  | 80   | 75   | 48   | 42   | 40   | 37   | 70         |
| Kobiety   | 243  | 136  | 183  | 195  | 210  | 131  | 95   | 69   | 59   | 45   | 36   | 46         |

Fizyczna bliskość oraz dobre warunki dojazdu przesądzają o silnym wpływie sytuacji gospodarczej w mieście Gorzowie Wlkp. na lokalny rynek pracy w gminie Kłodawa.
Według stanu na koniec 2016 roku było zatrudnionych 616 mieszkańców gminy, z tego równo po 308 kobiet i mężczyzn. Na 1000 mieszkańców zatrudnione są 73 osoby.
Bezrobocie rejestrowane w roku 2016 wynosiło 3,8% (4,8% wśród kobiet oraz 3,0% wśród mężczyzn) i było znacznie niższe zarówno od średniej krajowej (8,2%), jako i wojewódzkiej (8,6%). W roku 2017 bezrobotnych było już tylko 1,8% mieszkańców gminy ogółem, w tym 1,4% mężczyzn i 2,3% kobiet. Występujące niedobory w podaży siły roboczej w regionie gorzowskim, w tym również w gminie Kłodawa, są łagodzone przez zatrudnianie pracowników z Ukrainy.
26,2% aktywnych zawodowo pracuje w sektorze rolniczym (rolnictwo, leśnictwo, łowiectwo i rybactwo), 43,3% w przemyśle i budownictwie, 13,2% w sektorze usługowym (handel, naprawa pojazdów, transport, zakwaterowanie i gastronomia, informacja i komunikacja), a 1,3% w sektorze finansowym (działalność finansowa i ubezpieczeniowa, obsługa rynku nieruchomości). Gmina oraz jej jednostki jest pracodawcą dla ok. 150 osób. Lokalne firmy zatrudniają łącznie ponad 420 osób.
Znaczna, choć trudno uchwytna statystycznie liczba mieszkańców, jest zatrudnionych na stałe, bądź sezonowo, w krajach zachodnioeuropejskich.
Przeciętne miesięczne wynagrodzenie brutto wyniosło 3 882,12 PLN, co odpowiadało 90.50% przeciętnego miesięcznego wynagrodzenia brutto w Polsce oraz 103,93% przeciętnego miesięcznego wynagrodzenia brutto w województwie lubuskim.

## Historia
Obecne tereny gminy Kłodawa do połowy XIII wieku należały do Pomorzan oraz państwa polskiego. Miejscowości Kłodawa i Mironice zaliczały się do systemu obronnego linii Noteci i Warty, którego centrum stanowił Santok. W II połowie XIII wieku ziemie te zagarnięte zostały przez margrabiów brandenburskich i weszły w skład Nowej Marchii. Do Polski powróciły dopiero w 1945 roku na mocy Deklaracji Poczdamskiej.
Gmina Kłodawa 1945–1950
Strukturę polskiej administracji publicznej na Ziemiach Odzyskanych tworzono nawiązując do demokratycznych instytucji prawnoustrojowych II Rzeczypospolitej. Gmina Kłodawa powstała w marcu 1945 r. Złożyły się na nią gromady (wsie) Kłodawa, Chwalęcice, Łośno, Marzęcin, Mironice, Santocko i Wojcieszyce. Pierwszym wójtem, z nominacji pełnomocnika rządu (starosty) Floriana Kroenke, został Władysław Szmigiel. Od maja do listopada 1945 funkcję tę sprawował Stefan Celberg, potem Henryk Machnikowski, a po miesiącu Mikołaj Łucewicz. W styczniu 1946 r. wójtem został Michał Kubik.
W październiku 1945 r. został powołany Zarząd Gminny, a nieco wcześniej Gminna Rada Narodowa, składająca się z radnych delegowanych przez partie polityczne (5 przez PPS, 2 przez PSL i 1 przez PPR) oraz dokooptowanych bezpartyjnych. Początkowo GRN przewodniczył wójt M. Kubik, potem Michał Lasota. Zmiany w składzie Rady następowały m.in. z powodów politycznych. W roku 1947 po wyborach parlamentarnych usunięto członków PSL i przewodnictwo objął Piotr Gliński. Rok później, po tzw. zjeździe zjednoczeniowym i utworzeniu PZPR, doszło do prawdziwej czystki: spośród 21 członków GRN tylko trzech zachowało swoje funkcje. Przewodnictwo objął Antoni Gaj, a potem W. Mroczek.
Gmina Kłodawa 1950–1954
20 marca 1950 r. została wydana ustawa o terenowych organach jednolitej władzy państwowej, która zniosła dotychczasowy system samorządowy, w tym stanowisko wójta. Organami wykonawczymi pochodzących z wyboru gminnych rad narodowych stały się ich prezydia.
Przewodniczącym Prezydium GRN został Artur(?) Stasiak, a następnie Kazimierz Glejzer.
Gromada Kłodawa 1954–1972
Ustawa z dnia 25 września 1954 r. o reformie podziału administracyjnego wsi i powołaniu gromadzkich rad narodowych zniosła gminy oraz dotychczasowe gromady, będące odpowiednikami sołectw, a w ich miejsce powołała nowe jednostki administracyjne – gromady.
W skład Gromady Kłodawa weszły wsie Chwalęcice, Kłodawa, Łośno, Mironice, Santocko i Wojcieszyce. W roku 1971 została ona powiększona o miejscowości, które wcześniej wchodziły w skład zniesionej Gromady Różanki oraz o wieś Małyszyn do tej pory należącą do gromady Lubiszyn.
Przewodniczącym prezydium gromadzkiej rady narodowej, która zebrała się po raz pierwszy w grudniu 1954 r., został Aleksander Lipka. Po kilku miesiącach zastąpił go na tej funkcji Józef Bruszko. Od 1957 do 1961 roku pełnił ją Ludwik Kruszewski. Pod koniec 1961 r. przewodniczącym został Antoni Musiał i pozostał nim aż do kolejnej reformy.
Gmina Kłodawa 1973–1990
Kolejna reforma podziału administracyjnego miała miejsce w 1973 roku. Na mocy ustawy z dnia 29 listopada 1972 r. o utworzeniu gmin i zmianie ustawy o radach narodowych został zniesiony podział na gromady i osiedla, a w ich miejsce utworzono gminy. Gminne rady narodowe stały się organami władzy państwowej i podstawowymi organami samorządu społecznego na terenie gminy. Utworzono instytucję naczelnika gminy jako organu administracji państwowej w gminie oraz organu wykonawczego i zarządzającego gminnej rady narodowej. Był on powoływany przez przewodniczącego wojewódzkiej rady narodowej, a od roku 1975 przez wojewodę, po uzyskaniu pozytywnej opinii gminnej rady narodowej.
Gromadzka rada narodowa przekształciła się w gminną radę narodową i prawie przez rok funkcjonowała w niezmienionym składzie pod przewodnictwem Leona Szymkowiaka. Kolejnymi przewodniczącymi GRN byli: Bogdan Malinowski (do 1974 r.), Mieczysław Łygo (do roku 1979), Ryszard Adamski (do 1980), Janina Sapkowska (do 1988), Anna Rajewska (do 1990). Pierwszym naczelnikiem gminy został Antoni Musiał, drugim Franciszek Listowski (od roku 1979 do 1982), trzecim i ostatnim Józef Kończak (od 1982 do 1989 r.).
W roku 1977 wieś Małyszyn, a także fragmenty wsi Chwalęcice oraz Santocko zostały odłączone od gminy Kłodawa i przyłączone do miasta Gorzowa Wielkopolskiego
Gmina Kłodawa 1990–
Ustawa z dnia 8 marca 1990 r. przywróciła gminom charakter jednostek samorządu terytorialnego z radą gminy jako organem stanowiącym i kontrolnym oraz wójtem jako organem wykonawczym.
Pierwszym wójtem został Marian Jurek, który pełnił tę funkcję do roku 1995. Po nim nastąpili: Andrzej Wawrzyński (do 1998), Józef Kruczkowski (do 2006) i Anna Mołodciak.
Funkcję przewodniczącego rady gminy sprawowali kolejno: Leonard Ruklicz, Anna Rajewska, Dorota Żołędziejewska, Ryszard Arciszewski, Stanisław Dreger, Andrzej Legan, Jan Kubera i Andrzej Korona.

## Zabytki
Do najciekawszych zabytków na terenie gminy należą:
- kościół w Wojcieszycach wybudowany w końcu XIII, z apsydą i barokową wieżą z początków XVIII wieku. Ogrodzony ceglanym murem z ozdobną, kutą bramą i dwiema furtami z XIX wieku.
- kościół w Santocznie powstały w 1767 roku poprzez adaptację budynku magazynowego. W latach 1780–1782 został rozbudowany i powiększony o prezbiterium, roku 1819 dobudowano wieżę. Zachowała się znaczna część pierwotnego wyposażenia[52].
- Kościół w Różankach zbudowany w pierwszej połowy XVII wieku. Około 1735 roku dostawiono wieżę. Na otoczonym kamiennym murem cmentarzu zachowało się kilka reliktów sprzed 1945 roku, w tym pomnik mieszkańców poległych w I wojnie światowej[53].

Ponadto w ewidencji konserwatorskiej znajduje się ok. 165 obiektów o walorach zabytkowych, reprezentatywnych dla regionu i czasu ich powstania.
| MIejscowość | Obiekt            | Data powstania           | Cechy                                                  | Nr w rejestrze |
| ----------- | ----------------- | ------------------------ | ------------------------------------------------------ | -------------- |
| Łośno       | dom nr 67         | 1746                     | dawna huta, konstr. szachulcowa                        | KOK-I-479      |
| Mironice    | dwór              | k. XIX w                 |                                                        | L-371/A        |
| Różanki     | kościół           | 1735, 1874               | ewangelicki, ob. rzymskokatolicki                      | L-341/A        |
| Różanki     | cmentarz          |                          | przykościelny                                          | 358/91         |
| Różanki     | zespół folwarczny | 1 poł. XIX w             | dom mieszkalny, 3 budynki gospodarcze                  | L-380/A        |
| Santoczno   | kościół           | XVIII, XIX w             | ewangelicki, ob. rzymskokatolicki, konstr. szachulcowa | L-339/A        |
| Santoczno   | szkoła            | 2 poł. XVIII, pocz. XX w |                                                        | 2110           |
| Wojcieszyce | kościół           | k. XIII w                | romańsko-barokowy                                      | L-340/A        |

## Oświata
W gminie działają następujące publiczne placówki oświatowe:
1. Szkoła Podstawowa im. Adama Mickiewicza w Kłodawie, w której uczą się dzieci z sołectw Kłodawa, Chwalęcice, Santocko, Mironice i Łośno,
2. Szkoła Podstawowa im. Jana Pawła II w Różankach, w której uczą się dzieci z sołectw Różanki, Różanki Szklarnia, Wojcieszyce, Zdroisko, Rybakowo i Santoczno,
3. Publiczne Przedszkole „Bajkolandia” w Kłodawie,
4. Publiczne Przedszkole „Wesoła Gromada” w Wojcieszycach z Oddziałem Zamiejscowym w Różankach.
Nadzór Pedagogiczny nad placówkami oświatowymi w gminie sprawuje Lubuski Kurator Oświaty.
| Placówka                                            | Placówka                         | SP w Kłodawie | SP w Różankach | Razem szkoły | Przedszkole w Kłodawie | Przedszkole w Wojcieszycach | Razem przedszkola | Ogółem |
| --------------------------------------------------- | -------------------------------- | ------------- | -------------- | ------------ | ---------------------- | --------------------------- | ----------------- | ------ |
| Liczba nauczycieli zatrudnionych                    | Liczba nauczycieli zatrudnionych | 44            | 25             | 69           | 11                     | 10                          | 21                | 90     |
| w tym                                               | w pełnym wymiarze                | 42            | 18             | 60           | 8                      | 8                           | 16                | 76     |
| w tym                                               | w niepełnym wymiarze             | 2             | 7              | 9            | 3                      | 2                           | 5                 | 14     |
| Liczba nauczycieli według stopnia awansu zawodowego |                                  |               |                |              |                        |                             |                   |        |
| stażyści                                            | stażyści                         | 0             | 0              | 0            | 1                      | 0                           | 1                 | 1      |
| kontraktowi                                         | kontraktowi                      | 12            | 3              | 15           | 3                      | 4                           | 7                 | 22     |
| mianowani                                           | mianowani                        | 8             | 3              | 11           | 4                      | 0                           | 4                 | 15     |
| dyplomowani                                         | dyplomowani                      | 24            | 19             | 43           | 2                      | 6                           | 8                 | 51     |
| Liczba nauczycieli tzw. nietablicowych              |                                  |               |                |              |                        |                             |                   |        |
| bibliotekarze                                       | bibliotekarze                    | 1             | 1              | 2            | 0                      | 0                           | 0                 | 2      |
| psychologowie                                       | psychologowie                    | 1             | 1              | 2            | 0                      | 0                           | 0                 | 2      |
| logopedzi                                           | logopedzi                        | 0             | 1              | 1            | 0,3                    | 0,2                         | 0,5               | 1,5    |
| pedagodzy                                           | pedagodzy                        | 1             | 2              | 3            | 0                      | 0                           | 0                 | 3      |

|                                                  | SP w Kłodawie | SP w Różankach | Przedszkole w Kłodawie | Przedszkole w Wojcieszycach | Ogółem |
| ------------------------------------------------ | ------------- | -------------- | ---------------------- | --------------------------- | ------ |
| Komputery wykorzystywane w procesie dydaktycznym | 38            | 17             | 1                      | 2                           | 58     |
| Tablice interaktywne                             | 18            | 14             | 0                      | 0                           | 32     |
| Inne urządzenia multimedialne                    | 0             | 0              | 6                      | 12                          | 18     |

### Przedszkola
Budynki przedszkoli w Wojcieszycach i Różankach pochodzą z przełomu lat 70. i 80. XX w. i w ciągu ostatnich kilku lat zostały zmodernizowane. Przedszkole w Kłodawie mieści się w przedwojennym budynku, który został poddany remontowi oraz ociepleniu. Z uwagi na rosnącą liczbę dzieci w roku 2020 rozpoczęto budowę nowego obiektu, w którym oprócz 7 oddziałów przedszkolnych znajdzie się również dwuoddziałowy żłobek.
| Nazwa                                                                      | Grupy | Uczniowie | Liczba uczniów uczestniczących w zajęciach | Liczba uczniów uczestniczących w zajęciach | Liczba uczniów uczestniczących w zajęciach | Liczba uczniów uczestniczących w zajęciach |
| Nazwa                                                                      | Grupy | Uczniowie | korekcyjno- kompensacyjnych                | rewalidacyjnych                            | logopedycznych                             | nauki języka angielskiego                  |
| -------------------------------------------------------------------------- | ----- | --------- | ------------------------------------------ | ------------------------------------------ | ------------------------------------------ | ------------------------------------------ |
| Przedszkole Publiczne w Kłodawie                                           | 5     | 123       | 9                                          | –                                          | 21                                         | 123                                        |
| Publiczne Przedszkole W Wojcieszycach z Oddziałem Zamiejscowym w Różankach | 5     | 122       | 5                                          | 2                                          | 21                                         | 122                                        |
| Razem                                                                      | 10    | 245       | 14                                         | 2                                          | 42                                         | 245                                        |

W roku szkolnym 2018/2019 prawie wszystkie dzieci przedszkolne korzystały z pełnego wyżywienia.

### Szkoły podstawowe
Szkoły działają w stosunkowo nowych, funkcjonalnych obiektach z dobrym zapleczem edukacyjnym i sportowym. Uczniowie dowożeni są autobusami szkolnymi z poszczególnych wsi, część uczniów dowożona jest samochodami przez rodziców, dojeżdża rowerem lub dochodzi pieszo. Absolwenci najczęściej kontynuują naukę w szkołach średnich w Gorzowie Wlkp.
| Zespół szkół w                                                 | Zespół szkół w                                                 | Różankach | Kłodawie | Razem    |
| -------------------------------------------------------------- | -------------------------------------------------------------- | --------- | -------- | -------- |
| Liczba uczniów w szkole                                        | Liczba uczniów w szkole                                        | 210       | 443      | 653      |
| Liczba oddziałów                                               | Liczba oddziałów                                               | 11        | 24       | 35       |
| Liczba uczniów z obwodu szkoły uczęszczających do innej szkoły | Liczba uczniów z obwodu szkoły uczęszczających do innej szkoły | 71        | 189      | 260      |
| Liczba zajęć pozalekcyjnych:                                   | Liczba zajęć pozalekcyjnych:                                   | 26        | 36       | 62       |
| w tym                                                          | kół zainteresowań / liczba uczniów                             | 8 / 101   | 11 / 134 | 19 / 235 |
| w tym                                                          | zajęć sportowych / liczba uczniów                              | 3 / 57    | 2 / 45   | 5 / 102  |
| Liczba uczniów uczestniczących                                 |                                                                |           |          |          |
| w                                                              | zajęciach dydaktyczno-wyrównawczych                            | 66        | 146      | 212      |
| w                                                              | zajęciach rewalidacyjnych                                      | 4         | 6        | 10       |
| w                                                              | zajęciach logopedycznych                                       | 17        | 10       | 27       |
| w                                                              | zajęciach korekcyjno-kompensacyjnych                           | 20        | 30       | 50       |
| w                                                              | zajęciach socjoterapeutycznych                                 | 0         | 12       | 12       |
| w                                                              | nauczaniu indywidualnym                                        | 0         | 1        | 1        |
| Liczba uczniów uczących się języków obcych                     | Liczba uczniów uczących się języków obcych                     | 210       | 443      | 653      |
| w tym                                                          | angielskiego                                                   | 210       | 443      | 653      |
| w tym                                                          | niemieckiego                                                   | 40        | 92       | 132      |
| Liczba uczniów korzystających z wyżywienia                     | Liczba uczniów korzystających z wyżywienia                     | 55        | 140      | 195      |

### Gimnazja (oddziały gimnazjalne)
W latach 1999–2017 działały gimnazja w Kłodawie i Różankach. W latach 2017–2019 przy szkołach podstawowych funkcjonowały „oddziały gimnazjalne”, które były stopniowo wygaszane. Ostatnim rocznikiem uczniów, który chodził do gimnazjum, był rocznik 2003.
| Zespół szkół w                                                 | Zespół szkół w                                                 | Różankach | Kłodawie | Razem    |
| -------------------------------------------------------------- | -------------------------------------------------------------- | --------- | -------- | -------- |
| Liczba uczniów w szkole                                        | Liczba uczniów w szkole                                        | 25        | 41       | 66       |
| Liczba oddziałów                                               | Liczba oddziałów                                               | 1         | 2        | 3        |
| Liczba uczniów z obwodu szkoły uczęszczających do innej szkoły | Liczba uczniów z obwodu szkoły uczęszczających do innej szkoły | 8         | 35       | 43       |
| Liczba zajęć pozalekcyjnych:                                   | Liczba zajęć pozalekcyjnych:                                   | 18        | 8        | 26       |
| w tym                                                          | kół zainteresowań / liczba uczniów                             | 4 / 38    | 7 / 89   | 11 / 127 |
| w tym                                                          | zajęć sportowych / liczba uczniów                              | 1 / 12    | 1 / 28   | 2 / 40   |
| Liczba uczniów uczestniczących                                 |                                                                |           |          |          |
| w                                                              | zajęciach dydaktyczno-wyrównawczych                            | 8         | 0        | 8        |
| w                                                              | zajęciach rewalidacyjnych                                      | 1         | 2        | 2        |
| w                                                              | zajęciach logopedycznych                                       | 0         | 0        | 0        |
| w                                                              | zajęciach socjoterapeutycznych                                 | 0         | 0        | 0        |
| w                                                              | nauczaniu indywidualnym                                        | 1         | 0        | 1        |
| Liczba uczniów uczących się języków obcych                     | Liczba uczniów uczących się języków obcych                     | 25        | 41       | 66       |
| w tym                                                          | języka angielskiego                                            | 25        | 41       | 66       |
| w tym                                                          | języka niemieckiego                                            | 25        | 41       | 66       |
| Liczba uczniów korzystających z wyżywienia                     | Liczba uczniów korzystających z wyżywienia                     | 2         | 23       | 25       |

Efekty edukacji
Spośród 144 uczniów, którzy w roku 2019 ukończyli gimnazja i szkoły podstawowe, 46% kontynuuje naukę w liceach ogólnokształcących, 34% w technikach i 38% w szkołach zawodowych.
|                   | Historia, WOŚ | Język polski | Przedmioty przyrodnicze | Matematyka | Język angielski poziom podstawowy | Język angielski poziom rozszerzony | Język niemiecki |
| ----------------- | ------------- | ------------ | ----------------------- | ---------- | --------------------------------- | ---------------------------------- | --------------- |
| Powiat gorzowski  | 57,25         | 62,53        | 47,98                   | 39,13      | 68,86                             | 53,57                              | 51,36           |
| Gmina Kłodawa     | 56,25         | 61,54        | 45,81                   | 38,35      | 68,48                             | 51,72                              | 53,57           |
| Gimnazjum Różanki | 54,42         | 58,96        | 39,83                   | 36,25      | 65,71                             | 55,17                              | –               |
| Gimnazjum Kłodawa | 57,38         | 63,13        | 49,49                   | 39,64      | 70,33                             | 49,42                              | 53,67           |

| Przedmiot            | Język polski | Język polski | Matematyka | Matematyka | Język angielski | Język angielski |
| Rok                  | 2019         | 2020         | 2019       | 2020       | 2019            | 2020            |
| -------------------- | ------------ | ------------ | ---------- | ---------- | --------------- | --------------- |
| Kraj                 | 63           | 59           | 45         | 46         | 59              | 54              |
| Województwo Lubuskie | 60,76        | 56,44        | 41,69      | 41,93      | 58,40           | 52,56           |
| Powiat gorzowski     | 63,37        | 58,65        | 44,67      | 43,36      | 59,37           | 51,82           |
| Gmina Kłodawa        | 65,21        | 62,85        | 44,88      | 47,06      | 63,99           | 58,78           |
| SP Różanki           | 67,39        | 52,2         | 35,83      | 35,47      | 58,30           | 40,73           |
| SP Kłodawa           | 64,29        | 67,1         | 48,57      | 67,14      | 66,41           | 66,31           |

Poziom wykształcenia mieszkańców gminy Kłodawa w % według NSP z 2011 r.

## Kultura
W roku 2020 zostało oddane do użytku Gminne Centrum Kultury w Kłodawie, wybudowane kosztem prawie 10 mln zł. Jego powierzchnia użytkowa wynosi ok. 1,5 tys. m². Mieści się w nim m.in. Gminna Biblioteka Publiczna, Gminny Ośrodek Kultury, sala widowiskowa, sala ślubów, świetlica dziecięca, pomieszczenia służące rekreacji i rehabilitacji.

### GOK
Przedmiotem działania Gminnego Ośrodka Kultury w Kłodawie z siedzibą w Wojcieszycach jest:
1. edukacja kulturalna i wychowanie przez sztukę,
2. gromadzenie, dokumentowanie, tworzenie i udostępnianie dóbr kultury,
3. tworzenie warunków dla rozwoju amatorskiego ruchu artystycznego oraz zainteresowanie wiedzą i sztuką,
4. rozpoznawanie i zaspakajanie potrzeb kulturalnych[59].

GOK powstał 1 stycznia 1985 r. w wyniku porozumienia Naczelnika Gminy Kłodawa z dyrektorem Stacji Hodowli Roślin w Wojcieszycach o wspólnym prowadzeniu działalności kulturalnej, na mocy którego gmina przejęła przyzakładowy Dom Socjalny, w którym znajduje się m.in. sala widowiskowa na 120 miejsc.
W początkowym okresie działalność skupiała się na sekcjach zlokalizowanych w Wojcieszycach: muzycznej, plastycznej, fotograficznej, teatralnej oraz na sprawowaniu opieki nad zespołami amatorskimi, działającymi w pozostałych wsiach, m.in. w Kłodawie, Różankach, Santocku i Łośnie. W 1996 r. GOK został przekształcony w Gminny Ośrodek Kultury i Sportu (GOKiS), w jego struktury włączono Wielosekcyjny Klub Sportowy. W roku 1999 doszły zadania związane z turystyką oraz wydawaniem czasopisma gminnego „Kłodawskie Wieści”.
W roku 2003 dokonano kolejnych zmian w statucie, tym razem polegających na wyłączeniu zadań i obowiązków dotyczących sportu i turystyki oraz działalności wydawniczej. Stało się widoczne dążenie do możliwie równomiernego objęcia działalnością GOK terenu całej gminy. Placówce zostały podporządkowane świetlice dziecięce (działające w dziesięciu sołectwach) i powierzona wiodąca rola w organizowaniu cyklicznych imprez gminnych oraz zajęć pozaszkolnych w trakcie ferii zimowych i wakacji. Działalność statutowa jest finansowana z budżetu Gminy Kłodawa, a dużą część środków pozyskiwana z Euroregionu Pro Europa Viadrina oraz organizacji Polsko-Niemiecka Współpraca Młodzieży. Od połowy roku 2011 dyrektorem placówki jest Jarosław Pikuła.
W roku 2017 pod patronatem GOK działało 10 grup artystycznych, w których uczestniczyło 114 osób. 3 zespoły muzyczno-instrumentalne posiadały łącznie 30 członków, 3 zespoły folklorystyczne 50 członków. Grupy taneczne liczą 34 członków i podobnie jak dorosłe zespoły śpiewacze, występują na imprezach organizowanych przez poszczególne sołectwa oraz imprezach gminnych.
GOK jest organizatorem corocznych imprez masowych (np. „Kłodawska Majówka”, „Kłodawska Noc Rockowa”, „Zlot PRL”, dożynki gminne), współorganizatorem imprez sołeckich, zawodów strażackich, spotkań seniorów oraz inicjatorem wielu imprez związanych z działalnością bieżącą. W roku 2017 odbyło się 38 imprez, w których uczestniczyło ogółem 5480 osób. Z tego 2 imprezy nosiły charakter festiwali i przeglądów artystycznych (350 uczestników), 11 koncertów (2 400 uczestników), 6 prelekcji, spotkań i wykładów (500 uczestników), 12 imprez turystycznych i sportowo-rekreacyjnych (1 100 uczestników), 2 konkursy (200 uczestników), 3 pokazy teatralne (800 uczestników)i 2 warsztaty (200 uczestników).
Placówka wspiera działalność zespołów śpiewaczych i tanecznych. Posiada 7 sekcji, w tym n.in. taneczną, filmową, plastyczną, sportową (gra w bule) w których uczestniczy 106 osób. Część sekcji działa poza siedzibą Ośrodka.
W roku 2020 GOK uzyskał pomieszczenia w nowo wybudowanym Gminnym Centrum Kultury w Kłodawie.

### Biblioteka
Przedmiotem działania Gminnej Biblioteki Publicznej w Kłodawie jest:
1. gromadzenie, opracowywanie, przechowywanie i ochrona materiałów bibliotecznych,
2. obsługa użytkowników, przede wszystkim udostępnianie zbiorów oraz prowadzenie działalności informacyjnej, zwłaszcza informowanie o zbiorach własnych, innych bibliotek, muzeów i ośrodków informacji naukowej, a także współdziałania z archiwami w tym zakresie,
3. udostępnianie zbiorów bibliotecznych na miejscu w placówce,
4. popularyzacja książki, informacji, wiedzy i czytelnictwa,
5. współdziałanie z bibliotekami innych sieci, instytucjami upowszechniania kultury, organizacjami i towarzystwami w rozwijaniu i zaspakajaniu potrzeb oświatowych i kulturalnych społeczeństwa[63].

Gminna Biblioteka Publiczna w Kłodawie powstała w 1948 roku. Na początku księgozbiór zawierał 100 woluminów, 10 lat później liczył już 4273 egzemplarzy. W roku 1961 ksiądz Józef Szmurło przekazał placówce 700 książek z prywatnego księgozbioru. Od 2005 roku w bibliotece w Kłodawie funkcjonuje pracownia internetowa, a od 2010 roku dostęp do internetu oferuje także filia w Różankach. W 2008 roku placówka uzyskała status samorządowej instytucji kultury. W tym samym roku powstał Dyskusyjny Klub Książki. Biblioteka uczestniczy w licznych programach i konkursach, co pozwala na pozyskiwanie dodatkowych środków na działalność. We wsi Różanki działa filia biblioteki gminnej, a w Wojcieszycach i Zdroisku punkty biblioteczne. Od 2007 roku placówką kieruje Magdalena Turska.
Przez wiele lat główna siedziba biblioteki mieściła się w zaadaptowanym budynku w Kłodawie. W lutym 2020 r. została przeniesiona do nowo wybudowanego Gminnego Centrum Kultury w Kłodawie, gdzie uzyskała pomieszczenia powierzchni 320 m² (wypożyczalnia dla dzieci i dorosłych, czytelnia internetowa i czasopism, sala multimedialna, antresola z miejscem na wystawy).
|                                  |                                  | 2018   | 2019   | 2020   |
| -------------------------------- | -------------------------------- | ------ | ------ | ------ |
| Wielkość księgozbioru (vol)      | Wielkość księgozbioru (vol)      | 25 599 | 25 473 | 26 488 |
| Zakup książek (vol)              | Zakup książek (vol)              | 723    | 1 101  | 1 077  |
| Zakup zbiorów specjalnych (poz.) | Zakup zbiorów specjalnych (poz.) | 0      | 6      | 5      |
| Zarejestrowani czytelnicy (osób) | Zarejestrowani czytelnicy (osób) | 887    | 903    | 873    |
| w tym                            | Kłodawa                          | 659    | 657    | 634    |
| w tym                            | Różanki                          | 219    | 231    | 239    |
| w tym                            | Wojcieszyce + Zdroisko           | 9      | 15     | 0      |
| Wypożyczenia                     | Wypożyczenia                     | 13 090 | 13 816 | 12 412 |
| w tym                            | Literatura piękna                | 7 175  | 7 443  | 6 692  |
| w tym                            | Literatura dziecięco-młodzieżowa | 2 912  | 3 150  | 3 190  |
| w tym                            | Literatura niebeletrystyczna     | 2 219  | 2 503  | 2 253  |
| w tym                            | Dokumenty audiowizualne          | 593    | 459    | 277    |
| w tym                            | Prasa                            | 191    | 261    | 0      |

### Ruch amatorski
Zespoły wokalno-muzyczne i folklorystyczne
- Brzezinki (Santocko)
- Bukowina (Zdroisko)
- Echo (Wojcieszyce)
- Strumyk (Santoczno)
- Kłodawianki (Kłodawa)
- Róży Kwiat (Różanki)
- Kosy (Zdroisko)[65]

## Sport
|                                        |                                        | 2008 | 2010 | 2012 | 2014 | 2016 | 2018 |
| -------------------------------------- | -------------------------------------- | ---- | ---- | ---- | ---- | ---- | ---- |
| Kluby sportowe                         | Kluby sportowe                         | 3    | 4    | 3    | 4    | 5    | 5    |
| Sekcje sportowe                        | Sekcje sportowe                        | 3    | 5    | 3    | 4    | 7    | 5    |
| Członkowie                             | Członkowie                             | 137  | 157  | 136  | 167  | 310  | 182  |
| Ćwiczący ogółem                        | Ćwiczący ogółem                        | 117  | 175  | 125  | 160  | 225  | 220  |
| w tym                                  | mężczyźni                              | 107  | 161  | 108  | 152  | 174  | 196  |
| w tym                                  | kobiety                                | 0    | 14   | 17   | 8    | 51   | 24   |
| Ćwiczący do lat 18                     | Ćwiczący do lat 18                     | 79   | 138  | 96   | 97   | 129  | 126  |
| w tym                                  | chłopcy                                | 69   | 124  | 90   | 90   | 116  | 114  |
| w tym                                  | dziewczęta                             | 10   | 14   | 6    | 7    | 13   | 12   |
| Trenerzy                               | Trenerzy                               | 2    | 1    | 3    | 4    | 4    | 6    |
| Instruktorzy                           | Instruktorzy                           | 4    | 7    | 3    | 2    | 4    | 2    |
| Inne osoby prowadzące zajęcia sportowe | Inne osoby prowadzące zajęcia sportowe | –    | –    | 2    | 2    | 2    | 2    |

We wsiach: Chwalecice, Kłodawa, Różanki, Rybakowo i Wojcieszyce znajdują się pełnowymiarowe boiska do piłki nożnej. Przy szkołach podstawowych w Kłodawie i Różankach istnieją duże sale sportowe.
Na terenie gminy działają następujące kluby sportowe:
- Gminny Klub Sportowy SHR Wojcieszyce – historia klubu sięga roku 1848, kiedy to drużyna wystawiona przez mieszkańców rozegrała mecz piłkarski z żołnierzami Armii Czerwonej, a następnie utworzyła Ludowy Zespół Sportowy. Pod koniec 1958 r. stał się on klubem przyzakładowym miejscowej Stacji Hodowli Roślin. ZLKS SHR Wojcieszyce największe sukcesy sportowe osiągał w latach 80 XX w.: piłkarze przez pięć sezonów grali w III lidze, a w sezonie 1987/1988 zajęli 3 miejsce w końcowej tabeli, awansując jednocześnie do 1/8 finału Pucharu Polski[67]. Było to możliwe m.in. dzięki wzmocnieniu drużyny przez studentów gorzowskiej filii AWF w Poznaniu. W tym czasie klub powołał własne przedsiębiorstwo remontowo-budowlane, którego zyski finansowały wydatki na sport. Działalność gospodarcza wygasła w początkach lat 90, w tym czasie zanikła współpraca z AWF. Likwidacja Stacji Hodowli Roślin oznaczała konieczność poszukiwania nowych rozwiązań organizacyjnych i ekonomicznych. Z klubu odeszły sekcje brydżowa oraz kulturystyczna, zanikło szkolenie młodzieży. Aktualnie drużyna piłkarska seniorów uczestniczy w rozgrywkach klasy A[68].
- Wielosekcyjny Klub Sportowy RÓŻA Różanki – w 1960 roku powstał Ludowy Zespół Sportowy Różanki. W roku 1980 klub przyjął nazwę LZS Róża. W roku 1981 awansował do klasy A, zaś cztery lata później do klasy okręgowej. Największy sukces odniósł w 1993 roku awansując do IV ligi. Aktualnie drużyna piłkarska uczestniczy w rozgrywkach klasy okręgowej.
- Ludowy Uczniowski Klub Sportowy „Junior” Różanki powstał w 1996 roku jako Młodzieżowy Ludowy Zespół Sportowy, od roku 2005 występuje pod obecną nazwą. Głównym celem klubu jest promowanie zdrowego stylu życia, rozwijanie sportowych zainteresowań, popularyzacja piłki nożnej oraz praca wychowawcza z dziećmi i młodzieżą. Zawodnicy Juniora uczestniczą w licznych turniejach piłkarskich rozgrywanych na boiskach otwartych i w halach. Największym sukcesem było zdobycie w 2012 r. przez drużynę żaków II miejsce w finałowych rozgrywkach wojewódzkich o puchar LZPN.
- Gminny Klub Piłkarski Kłodawa w Kłodawie powstał w roku 2014. Posiada drużynę występującą w klasie A.
- Rybakowski Klub Sportowy “Rybakowo” powstał w 2010 r. Drużyna piłkarska występuje w klasie B.
- Jeździecki Klub Sportowy “ROBIR” Chwalęcice powstał w 2011 roku w oparciu o Stajnię „Robir” prowadzoną przez Marię i Ryszarda Obidowskich. Korzysta z krytej ujeżdżalni, w której prowadzone są treningi przez cały rok. Zawodniczki klubu startują w zawodach regionalnych i towarzyskich na terenie całego kraju. Klub organizuje u siebie parkury otwarte w formie zawodów z pucharami i floots[69].
- KKS Kłodawa działa przy gorzowskim stowarzyszeniu brydża sportowego.
- Klub Piłkarski Progres Gorzów Wlkp. zajmuje się szkoleniem dzieci i młodzieży od przedszkolaków aż po juniorów starszych. W roku 2018 drużyna młodzików wywalczyła mistrzostwo województwa lubuskiego. Główna siedziba klubu mieści się w Gorzowie Wielkopolskim, jednak korzysta on również ze stadionu piłkarskiego w Wojcieszycach[70].

## Turystyka i rekreacja
Gmina posiada szczególne walory do uprawiania turystyki aktywnej i stanowi największy obszar turystyczno-rekreacyjny dla sąsiedniego miasta Gorzowa Wielkopolskiego Do rozwoju turystyki i rekreacji szczególnie predysponowany jest lesisty i obfitujący w jeziora teren Barlinecko-Gorzowskiego Parku Krajobrazowego oraz jego otuliny, w tym miejscowości: Łośno, Lipy, Santoczno, Rybakowo i Zdroisko.
Znacznym potencjałem dysponuje również południowa część gminy. Drogi publiczne, przy części których istnieją ciągi pieszo-rowerowe, a także gruntowe (np. Gorzów Wielkopolski – Wojcieszyce) i leśne, są intensywnie wykorzystywane do wycieczek rowerowych oraz nordic walking. Dużą popularnością cieszą się kąpieliska nad jeziorem Nierzym i w Kłodawie. Wyspecjalizowane usługi świadczy ośrodek jeździecki „Robir w Chwalęcicach oraz ośrodek rybacko–wędkarski „Azyl”. w Mironicach.
Rozwojowi i lepszemu wykorzystaniu potencjału turystycznego służy członkostwo gminy w Lokalnej Grupie Działania „Kraina Szlaków Turystycznych”, stowarzyszeniu skupiającym 11 gmin z północnej części województwa lubuskiego.
Szlaki turystyczne
Przez teren gminy przebiegają oznaczone szlaki:
 (pieszy czerwony) długości 108 km, prowadzący z Kostrzyna nad Odrą, przez Dąbroszyn, Witnicę, Bogdaniec, Gorzów Wielkopolski, jezioro Ostrowite, Santoczno, rezerwat „Rzeka Przyłężek”, Brzozę do Strzelec Krajeńskich,
 (pieszy niebieski) długości 66, prowadzący ze Skwierzyny przez Murzynowo, Santok, rezerwat „Zdroiskie Buki: jezioro Wełmino, Santoczno, jezioro Mrowinko, jezioro Lubie, Lipy, Sitno Moczydelskie, Moczydło do Barlinka,
 (pieszy zielony) długości 12,3 km, prowadzący z Górek Noteckich przez Zdroisko do Santoczna,
 (pieszy czarny) długości 10,2 km, prowadzący z Leśniczówki Wojcieszyce przez jezioro Lubie do Lip,
 (rowerowy czerwony) długości 97,2 km, prowadzący z Kostrzyna nad Odrą przez Dąbroszyn, Krześnicę, Kamień Wielki, Mościce, dolinę Witny, Mosinę, Lubiszyn, Ściechów, rezerwat „Bagno Chłopiny, jezioro Marwickie, dolinę Kłodawki, Mironice, Kłodawę, Santoczno, rezerwat „Rzeka Przyłężek”, rezerwat „Wilanów” do Strzelec Krajeńskich,
 (rowerowy niebieski) długości 35 km, prowadzący z Gorzowa Wielkopolskiego przez Czechów, Santok, Górki Noteckie, rezerwat „Zdroiskie Buki” do Santoczna,
 (rowerowy zielony) długości 13 km, z Czechowa przez Janczewo do Zdroiska,
 (rowerowy żółty) Kłodawa – Chwalęcice – Santocko,
 (rowerowy zielony) długości 64,5 km, prowadzący z Gorzowa Wielkopolskiego przez Santocko, rezerwat „Dębina”, Łośno, Lipy, dolinę Santocznej, Santoczno, jezioro Ostrowite, Wojcieszyce i z powrotem do Gorzowa Wielkopolskiego,
 (rowerowy czarny) długości 4,6 km, prowadzący z Wojcieszyc do Łośna.
- po rzece Santoczna – kajakowy, prowadzący z Lip (Lubociesza) nad jeziorem Lubie do Santoczna.

Na terenie gminy wyznakowano też siedem tras do nordic-walking. Przebiegają one w obrębie miejscowości: Kłodawa i Mironice (trasa zielona, czerwona i niebieska), ośrodka Nierzym (czerwona i niebieska), Zdroiska (niebieska) oraz Lip (niebieska). W obrębie Barlinecko Gorzowskiego Parku Krajobrazowego wytyczono dwie ścieżki edukacyjne: przy jeziorach Lubie i Sulemińskie.
Baza noclegowa
Ośrodki wypoczynkowe, oferujące po kilkadziesiąt miejsc, są zlokalizowane w Zdroisku, Lipach i Przyłęsku. Gospodarstwa agroturystyczne i pokoje gościnne znajdują się w Lipach, Rębowie, Rybakowie, Santocku, Santocznie, Wojcieszycach, Zdroisku i nad jeziorem Nierzym.
|                                   | Jedn. miary | Rok  | Rok  | Rok  | Rok  | Rok  | Rok |
| 2015                              | Jedn. miary | 2016 | 2017 | 2018 | 2019 | 2020 |     |
| --------------------------------- | ----------- | ---- | ---- | ---- | ---- | ---- | --- |
| Obiekty ogółem                    | obiekt      | 3    | 4    | 3    | 4    | 4    | 4   |
| – w tym całoroczne                | obiekt      | 1    | 1    | 1    | 2    | 2    | 2   |
| Miejsca noclegowe ogółem          | miejsce     | 171  | 189  | 126  | 126  | 127  | 125 |
| – w tym całoroczne                | miejsce     | 75   | 75   | 75   | 85   | 85   | 85  |
| Ośrodki szkoleniowo-wypoczynkowe; | obiekt      | 1    | 1    | 1    | 1    | 1    | 1   |
| – miejsca noclegowe               | miejsce     | 75   | 75   | 75   | 75   | 75   | 75  |
| Zespoły domków turystycznych      | obiekt      | 2    | 2    | 1    | 1    | 1    | 1   |
| - miejsca noclegowe               | miejsce     | 96   | 96   | 24   | 24   | 24   | 21  |
| Kwatery agroturystyczne           | obiekt      | 0    | 1    | 1    | 2    | 2    | 2   |
| – miejsca noclegowe               | miejsce     | 0    | 18   | 18   | 27   | 28   | 29  |

Siłownie plenerowe
W roku 2018 we wszystkich wsiach sołeckich z terenu gminy zostały zamontowane urządzenia do ćwiczeń siłowych na wolnym powietrzu.
Kąpieliska
| Nazwa                              | Adres lub lokalizacja           | Sezon kąpielowy | Dużą liczbę kąpiących się określono na osób | Organizator                                           |
| ---------------------------------- | ------------------------------- | --------------- | ------------------------------------------- | ----------------------------------------------------- |
| Kąpielisko nad Jeziorem Kłodawskim | Kłodawa, ul. Wojcieszycka,      | 22.06–31.08     | 150                                         | Gmina Kłodawa                                         |
| Kąpielisko na jeziorze Nierzym     | pomiędzy Różankami a Zdroiskiem | 22.06–31.08     | 960                                         | Miasto Gorzów Wielkopolski Ośrodek Sportu i Rekreacji |

Mieszkańcy korzystają również z dzikich plaż, znajdujących się m.in. w Rybakowie, Santocku, Santocznie i Wojcieszycach.
Wake Park
Na jeziorze Kłodawskim znajdują się urządzenia umożliwiające uprawianie wakeboardingu.

## Ochrona zdrowia
Podstawową opiekę medyczną zapewniają mieszkańcom ośrodki zdrowia w Kłodawie, Różankach i Wojcieszycach, w których przyjmuje lekarz rodzinny i pediatra. W ośrodkach w Kłodawie oraz Różankach są gabinety stomatologiczne. Opiekę w pozostałym zakresie oraz w placówkach zamkniętych zapewnia miasto Gorzów Wlkp.
|                                               | 2011   | 2012   | 2013   | 2014   | 2015   | 2016   | 2017   | 2018   | 2019   |
| --------------------------------------------- | ------ | ------ | ------ | ------ | ------ | ------ | ------ | ------ | ------ |
| Przychodnie ogółem                            | 6      | 3      | 3      | 3      | 6      | 6      | 5      | 5      | 5      |
| Porady lekarskie ogółem                       |        | 18 581 | 18 155 | 18 808 | 18 301 | 20 635 | 20 293 | 19 677 | 19 641 |
| Porady w ramach podstawowej opieki zdrowotnej | 15 661 | 16 410 | 15 816 | 16 655 | 16 429 | 18 679 | 19 158 | 19 677 | 19 641 |
| Apteki i punkty apteczne                      | 1      | 1      | 1      | 1      | 1      | 1      | 2      | 2      | 2      |

## Pomoc społeczna
Rozwiązywaniu problemów społecznych służy działalność Gminnego Ośrodka Pomocy Społecznej, Gminnej Komisji Rozwiązywania Problemów Alkoholowych, Warsztatów Terapii Zajęciowej oraz bieżącą współpraca jednostek gminy z Powiatowym Centrum Pomocy Rodzinie oraz z Poradnią Psychologiczno-Pedagogiczną w Gorzowie Wlkp.
Gminny Ośrodek Pomocy Społecznej
Z danych zawartych w poniższej tabeli wynika, że z pomocy społecznej korzysta około 10% mieszkańców gminy, co świadczy o znacznej skali problemów.
|                  | 2011 | 2012 | 2013 | 2014 | 2015 | 2016 | 2017 | 2019 |
| ---------------- | ---- | ---- | ---- | ---- | ---- | ---- | ---- | ---- |
| Rodziny          | 327  | 350  | 336  | 322  | 342  | 330  | 349  | 298  |
| Osoby w rodzinie | 801  | 846  | 847  | 771  | 815  | 750  | 773  | 753  |

Najczęstszymi przyczynami kwalifikującymi do udzielenia pomocy są: ubóstwo, bezrobocie, niepełnosprawność lub długotrwała ciężka choroba, bezradność w sprawach opiekuńczo-wychowawczych i prowadzenia gospodarstwa domowego, zwłaszcza w rodzinach niepełnych lub wielodzietnych. Rzadziej występują trudności w przystosowaniu do życia po zwolnieniu z zakładu karnego, potrzeba ochrony macierzyństwa lub wielodzietność, alkoholizm, narkomania, sieroctwo, bezdomność, przemoc w rodzinie, zdarzenie losowe lub sytuacje kryzysowe. Bardzo często te problemy są ze sobą sprzężone.
| | 2015 | 2016 | 2017 | 2018 | 2019 |
| --- | ---- | ---- | ---- | ---- | ---- |
| Bezdomność | 4    | 14   | 10   | 9    | 5    |
| Potrzeba ochrony macierzyństwa                                                                                          | 26   | 26   | 27   | 17   | 25   |
| Bezrobocie | 75   | 93   | 108  | 123  | 106  |
| Niepełnosprawność | 116  | 133  | 109  | 108  | 119  |
| Długotrwała lub ciężka choroba                                                                                          | 82   | 82   | 60   | 51   | 139  |
| Bezradność w sprawach opiekuńczo wychowawczych i prowadzenia gospodarstwa domowego                                      | 39   | 35   | 30   | 23   | 31   |
| Alkoholizm | 9    | 6    | 13   | 14   | 8    |
| Trudności w przystosowaniu do życia po zwolnieniu z za-kładu karnego                                                    | 3    | 4    | 4    | 3    | 2    |
| Przemoc w rodzinie | –    | 2    | 3    | 1    | 2    |
| Sytuacja kryzysowa | 2    | 3    | 2    | 3    | 3    |
| Ubóstwo | 116  | 152  | 163  | 215  | 198  |
| Zdarzenie losowe | 3    | 1    | 6    | 8    | 1    |
| Klęska żywiołowa lub ekologiczna                                                                                        | –    | –    | –    | –    | 44   |
| Uwaga: dane z poszczególnych rubryk nie sumują się na pozycję ogółem, gdyż jedna osoba może korzystać z kilku świadczeń |      |      |      |      |      |

| | 2017     | 2017        | 2018     | 2018        | 2019     | 2019      |
| Liczba osób | Kwota zł | Liczba osób | Kwota zł | Liczba osób | Kwota zł |           |
| --- | -------- | ----------- | -------- | ----------- | -------- | --------- |
| Zasiłki stałe | 86       | 388 527     | 71       | 331 479     | 66       | 290 578   |
| Zasiłki okresowe | 188      | 223 664     | 207      | 223 664     | 132      | 180.646   |
| Zasiłki celowe | 78       | 16 678      | 92       | 24 140      | 74       | 20.090    |
| Zasiłki celowe specjalne                                                                                                | 82       | 29 133      | 133      | 36 711      | 153      | 37.977    |
| Zasiłki celowe na pokrycie skutków klęski żywiołowej                                                                    | –        | –           | –        | –           | 44       | 114.106   |
| Składki na ubezpieczenia zdrowotne                                                                                      | 81       | 36 109      | 62       | 27 385      | 57       | 25 068    |
| Usługi opiekuńcze w miejscu zamieszkania                                                                                | 29       | 160 622     | 31       | 188 549     | 37       | 216.054   |
| Zasiłek celowy na zakup żywności                                                                                        | 254      | 217 568     | 210      | 231 502     | 403      | 128.347   |
| Posiłki w szkole | 179      | 133 360     | 168      | 117 872     | 121      | 100 131   |
| Odpłatność za pobyt w DPS                                                                                               | 7        | 134 157     | 6        | 156 411     | 9        | 190.958   |
| Odpłatność za pobyt w pieczy zastępczej                                                                                 | 14       | 75 530 zł   | 18       | 78 519      | 15       | 109.183   |
| Dodatki mieszkaniowe | 12       | 28 517      | 20       | 27 160      | 11       | 19.938    |
| Prace społeczno-użyteczne                                                                                               | 11       | 10 695      | 12       | 7 964       | 7        | 4.095     |
| Składki od zasiłków rodzinnych                                                                                          | 43       | 124 245     | 39       | 124 732     | 44       | 177.425   |
| Dodatki energetyczne | 9        | 665         | 12       | 1 194       | 9        | 1.013     |
| Zasiłki rodzinne | 567      | 2 135 778   | 560      | 2 197 757   | 538      | 2.649.786 |
| Świadczenia wychowawcze (tzw. 500+)                                                                                     | 778      | 5 467 194   | 746      | 8 719 419   | 1 766    | 7 766 119 |
| Świadczenie „Dobry Start” (tzw. 300+)                                                                                   | –        | –           | 850      | 363 150     | 1 249    | 374.100   |
| Uwaga: dane z poszczególnych rubryk nie sumują się na pozycję ogółem, gdyż jedna osoba może korzystać z kilku świadczeń |          |             |          |             |          |           |

Gminna Komisja Rozwiązywania Problemów Alkoholowych
w roku 2017 obejmowała 313 osób (w tym 264 mężczyzn) opieką polegającą m.in. na rozmowach motywujących do podjęcia leczenia, zmiany postawy, skorzystania z konsultacji specjalisty. Udziela pomocy, również finansowej, w terapii odwykowej oraz po przebytym podstawowym programie leczenia zachęcając do udziału w programach motywujących i podtrzymujących abstynencję. Rozpatruje wnioski o wszczęcie postępowania wobec osób uzależnionych i pokrywa koszty postępowania sądowego w sprawach o zobowiązanie do podjęcie leczenia. Podejmuje działania interwencyjne w zgłoszonych przypadkach sprzedaży napojów alkoholowych nieletnim i osobom nietrzeźwym.
Komisja wspiera różnorakie działania adresowane do dzieci i młodzieży, dofinansowuje działalność świetlic środowiskowych oraz organizację wypoczynku letniego.
Warsztaty Terapii Zajęciowej
działają w miejscowości Chwalęcice jako jednostka organizacyjna gminy. Uczestniczy w nich 30 osób, w większości o znacznym stopniu niepełnosprawności. Ośmioro z nich (tj. 27%) jest mieszkańcami gminy Kłodawa. W ramach rehabilitacji prowadzone są zajęcia rozwijające umiejętności życia codziennego, przygotowujące do życia w środowisku społecznym, rozwijające psychofizyczne sprawności niezbędne w pracy.

## Bezpieczeństwo publiczne
| Rodzaj                         | 2017 | 2019 |
| ------------------------------ | ---- | ---- |
| Kradzież                       | 13   | 14   |
| Kradzież z włamaniem           | 10   | 22   |
| Uszkodzenie mienia             | 4    | 9    |
| Uszczerbek na zdrowiu, pobicie | 0    | 2    |
| Używanie narkotyków            | 3    | 6    |
| Nietrzeźwość kierującego       | 7    | 14   |
| Inne                           | 13   | 61   |
| Razem                          | 50   | 128  |

|             | Przestępstwa | Przestępstwa | Wykroczenia | Wykroczenia |
| 2018        | 2019         | 2018         | 2019        |             |
| ----------- | ------------ | ------------ | ----------- | ----------- |
| Chwalęcice  | 7            | 6            | 16          | 2           |
| Kłodawa     | 27           | 15           | 47          | 18          |
| Mironice    | 1            | 3            | 1           | 2           |
| Łośno       | 3            | 3            | 9           | 4           |
| Różanki     | 15           | 11           | 20          | 6           |
| Rybakowo    | 3            | 3            | 4           | 1           |
| Santocko    | 8            | 11           | 7           | 3           |
| Santoczno   | 1            | 0            | 3           | 3           |
| Wojcieszyce | 10           | 7            | 13          | 11          |
| Zdroisko    | 2            | 2            | 6           | 3           |
| Razem       | 79           | 62           | 128         | 52          |

Działania Policji
W 1999 roku został zlikwidowany Komisariat Policji w Kłodawie, a teren gminy został w całości objęty działaniami Komisariatu II Komendy Miejskiej Policji w Gorzowie Wlkp. Do jego obsługi przydzielono na stałe dwoje dzielnicowych i podano do wiadomości publicznej podane numery ich służbowych telefonów komórkowych dzielnicowych. W razie potrzeby na teren gminy są kierowani funkcjonariusze z innych służb – ruchu drogowego, kryminalnej, patrolowej itd.
W roku 2019 dzielnicowi ujawnili łącznie 52 wykroczenia. Realizują szereg programów mających na celu zapobieganie przestępczości oraz zachowań patologicznych wśród młodzieży. Prowadzili 11 procedur Niebieskiej Karty, w ich ramach odbyli ok. 135 kontroli. w rodzinach dotkniętych problemem przemocy.
Działania Straży Gminnej
Została powołana w roku 1999 i przez cały czas działa w jednoosobowym składzie. Wykonuje zadania związane z utrzymaniem czystości, ładu i porządku, ujawnianiem i zapobieganiem aktom wandalizmu, wybrykom chuligańskim i innym wykroczeniom, zapewnieniem bezpieczeństwa na imprezach gminnych. Współpracuje z Policją, Strażą Leśną, Społeczną Strażą Rybacką oraz Gminną Komisją ds. Rozwiązywania Problemów Alkoholowych i Ośrodkiem Pomocy Społecznej.
W roku 2017 Straż Gminna skontrolowała pod kątem utrzymania porządku i czystości 164 posesje, pouczyła 74 osoby i nałożyła 6 mandatów karnych. Podczas wspólnego z Policją patrolowania w godzinach wieczorno-nocnych kąpielisk i zbiorników wodnych, zostało wylegitymowanych 28 osób, zatrzymano 4 nietrzeźwe osoby przejawiające agresję i ukarano mandatem 3 osoby za zakłócanie spokoju.
| Miejscowość | Ilość skontrolowanych posesji | Ilość udzielonych pouczeń | Ilość nałożonych mandatów |
| ----------- | ----------------------------- | ------------------------- | ------------------------- |
| Chwalęcice  | 21                            | 9                         | 1                         |
| Kłodawa     | 21                            | 12                        | 2                         |
| Łośno       | 11                            | 4                         | 0                         |
| Różanki     | 19                            | 7                         | 1                         |
| Rybakowo    | 19                            | 6                         | 1                         |
| Santocko    | 24                            | 8                         | 2                         |
| Santoczno   | 15                            | 4                         | 0                         |
| Wojcieszyce | 14                            | 6                         | 1                         |
| Zdroisko    | 11                            | 4                         | 0                         |
| Razem       | 163                           | 60                        | 8                         |

Bezpieczeństwo ruchu drogowego
|         | 2015 | 2016 | 2017 | 2018 | 2017 |
| ------- | ---- | ---- | ---- | ---- | ---- |
| Wypadki | 5    | 6    | 3    | 6    | 8    |
| Kolizje | 82   | 130  | 128  | 97   | 101  |
| Razem   | 87   | 136  | 131  | 103  | 119  |
| Zabici  | 5    | 0    | 0    | 1    | 5    |
| Ranni   | 9    | 0    | 6    | 15   | 6    |

Najwięcej kolizji i wypadków w roku 2017 zdarzyło się na drodze krajowej nr 22 (35 zdarzeń), drodze wojewódzkiej nr 151 (26) i trasie S3 (6). W podziale na miejscowości najwięcej było ich w Kłodawie (27), Różankach (11), Wojcieszycach (9) i Chwalęcicach (4).

## Aktywność społeczna

### Organizacje pozarządowe[85]
- Stowarzyszenie „Dirt Racers” w Łośnie. Głównym celem jest konsolidacja środowiska miłośników pojazdów terenowych, organizacja i realizacja zadań związanych z turystyką, rekreacją oraz sportami off-road. Numer KRS 0000668299. Prezesem jest Kamil Giżycki.
- Stowarzyszenie „Nasza Gminna Rodzina” w Kłodawie. Do głównych celów należy zapobieganie wykluczeniu cyfrowemu; spisanie i skatalogowanie przed i powojennej historii miejscowości gminy; promowanie regionu, kultury ludowej, lokalnych tradycji i atrakcji. Numer KRS 0000507251. Prezesem jest Tomasz Hałas.
- Stowarzyszenie „Nasze Różanki” powstało w roku 2011. Dba o zrównoważony rozwój Różanek i rozwiązywanie bieżących problemów wsi (np. odbudowa rowów melioracyjnych, remonty ulic). Doprowadziło do wyremontowania pomnika mieszkańcom poległym podczas I wojny światowej oraz wybudowania obelisku upamiętniającego stulecie odzyskania niepodległości. Protestowało przeciw budowie biogazowni w okolicach Różanek. Prezesem jest Bożena Adamczyk. Numer KRS 0000408277[86].
- Stowarzyszenie „OKO-Oblicza Kłodawskich Okolic” w Kłodawie. Do głównych celów należy animacja i edukacja kulturalna, działania na rzecz wyrównywania szans edukacyjnych dzieci i młodzieży, zdrowia emocjonalnego dzieci i młodzieży, zwiększenia udziału osób starszych w życiu społecznym oraz tworzenie i wspieranie form współpracy międzypokoleniowej. Jest zarejestrowane w KRS pod numerem 0000411618. Prezesem jest Magdalena Turska[87].
- Stowarzyszenie Przyjaciół Ziemi Zdroiskiej „Pro Nature”. Do głównych celów należy ochrona środowiska ze szczególnym uwzględnieniem terenu wsi, podnoszenie turystyczno-wypoczynkowych walorów wsi, ochrona praw mieszkańców oraz użytkowników działek rekreacyjnych. Współorganizuje m.in. coroczne festyny „narodowe”. Numer KRS 0000023733. Przewodniczącą Zarządu jest Grażyna Kaźmierczak.
- Stowarzyszenie Przyjaciół Rybakowa. Do głównych celów należy wspieranie lokalnych inicjatyw kulturalnych, ekologicznych i sportowych. Prezesem jest Jolanta Kostrubiec. Nr KRS 0000671195.
- Stowarzyszenie Przyjaciół Santocznej w Santocznie. Do głównych celów należy działalność na rzecz rozwoju regionu wokół rzeki Santocznej, w szczególności Rybakowa i Santoczna, a także poprawy warunków życia mieszkańców. Prezesem jest Roman Glapa. Nr KRS 0000546228[88].
- Stowarzyszenie Rozwoju Wsi „NOVA” w Łośnie. Istotnym celem stowarzyszenia jest rozwój wsi, pomoc społeczna oraz wyrównywanie różnic rozwoju miast i wsi, prowadzenie działalności edukacyjnej i kulturalnej w szczególności na rzecz dzieci i młodzieży. Prezesem jest Emilian Marek Prorok. Nr KRS 0000339819[89].
- Stowarzyszenie Szkolna Rodzina w Różankach. Do głównych celów należy prowadzenie działalności wychowawczej wśród dzieci i młodzieży oraz jej wychowawców w wymiarze społecznym, kulturalnym, patriotycznym w duchu wartości chrześcijańskich. Prezesem jest Donata Iwona Grzegocka. Nr KRS 0000393870.
- Stowarzyszenie „Wojcieszyce XXI” powstało w roku 2011. Jest zarejestrowane w Krajowym Rejestrze Sądowym pod numerem 0000392947; liczy niespełna 30 członków, prezesem jest Andrzej Korona[90]. Koncentruje się na działaniach o charakterze integracyjnym, kulturalno-rozrywkowym, a także szkoleniowym. Pozyskało od Fundacji Orange wyposażenie pracowni komputerowej, która została ulokowana w świetlicy wiejskiej. Jest głównym organizatorem corocznych festynów pn. „Święto Pieczonego Ziemniaka”[91].

### Ochotnicza Straż Pożarna
Na terenie gminy działa 5 jednostek Ochotniczej Straży Pożarnej, które są stowarzyszeniami wchodzącymi w struktury Związku Ochotniczych Straży Pożarnych Rzeczypospolitej Polskiej. Zrzeszają w sumie 168 członków. Prezesem Oddziału Gminnego OSP jest Anna Mołodciak. Trzy jednostki zostały włączone do Krajowego Systemu Ratowniczo-Gaśniczego.
| Miejscowość | Liczba członków | Liczba członków | Liczba członków | Drużyny | Samochody pożarnicze | Samochody pożarnicze | Włączona do KSRG |
| Miejscowość | zwyczajnych     | honorowych      | wspierających   | Drużyny | średnie              | lekkie               | Włączona do KSRG |
| ----------- | --------------- | --------------- | --------------- | ------- | -------------------- | -------------------- | ---------------- |
| Kłodawa     | 49              | 4               | 3               | 2       | 2                    | –                    | X                |
| Różanki     | 24              | 3               | 5               | 1       | 1                    | 1                    | X                |
| Santocko    | 34              | 4               | –               | 1       | 2                    | 1                    | X                |
| Łośno       | 12              | 2               | 9               | 1       | 1                    | –                    | –                |
| Rybakowo    | 18              | 1               | –               | 1       | 1                    | –                    | –                |
| Razem       | 137             | 14              | 17              | 6       | 7                    | 2                    | 3                |

### Kluby Seniora
Pierwszy Klub Seniora zawiązał się z inicjatywy Stanisława Dregera w roku 2003 w Wojcieszycach, a krótko potem w pozostałych wsiach. Są to organizacje nieformalne, jednak bardzo aktywne. Prawa członkowskie automatycznie uzyskują mieszkańcy, którzy ukończyli 60 rok życia i tylko od nich zależy, czy i w jakim stopniu będą z nich korzystać. Działalność polega najczęściej na organizacji cyklicznych spotkań (m.in. z okazji Dnia Seniora). Przynajmniej raz w roku organizowana jest autokarowa wycieczka krajowa lub zagraniczna.

## Samorząd gminny

### Organa samorządu
W skład Rady Gminy Kłodawa kadencji 2018–2023 wchodzi piętnastu radnych: Bożena Adamczak, Gerard Bieryło, Henryk Brzana, Ryszard Burzawa, Katarzyna Chmiel-Dera, Rafał Chodkiewicz, Wanda Grabowska, Andrzej Korona (przewodniczący), Jan Kubera, Roman Leśnicki, Janina Maciejewska, Benedykt Piotrowski, Ireneusz Winnik, Wiesław Witczyk, Damian Żołędziejewski.
Tylko jedna osoba wybrana do Rady Gminy kandydowała z listy partyjnej (Koalicyjny Komitet Wyborczy Platforma.Nowoczesna Koalicja Obywatelska). Pozostałe kandydowały z list komitetów wyborczych wyborców o zasięgu gminnym lub nawet ograniczonym do jednego okręgu wyborczego: KWW Tomasza Hałasa (1 radny) KWW Razem dla Gminy Kłodawa (8 radnych), KWW Nasza Gmina Kłodawa (3 radnych), KWW Janiny Maciejewskiej (1 radna), KWW Nasze Wojcieszyce (1 radny).
Wójtem jest od roku 2006 Anna Mołodciak, kandydująca z listy KWW Razem dla Gminy Kłodawa. W wyborach samorządowych, przeprowadzonych w roku 2018, była jedynym zgłoszonym kandydatem na to stanowisko.

### Jednostki pomocnicze
Utworzono 11 jednostek pomocniczych gminy – sołectw, z których dziewięć obejmuje w całości wsie: Chwalęcice, Kłodawa, Łośno, Mironice, Rybakowo, Santocko, Santoczno, Wojcieszyce i Zdroisko, natomiast dwa – fragmenty wsi Różaki (sołectwa Różanki oraz Różanki Szklarnia).
Poczynając od roku 2020 w budżecie gminy został wyodrębniony fundusz sołecki. Oznaczało to skokowy wzrost zasobności sołectw oraz możliwości ich działania, bo choć w poprzednich latach corocznie przewidywano w budżecie środki na finansowanie działań podejmowanych przez sołectwa i uzyskiwały one dochody własne, głównie z wynajmu sal i świetlic, to były one w sumie znacząco mniejsze. Przykład planowania i rozliczania rocznych dochodów oraz wydatków sołectwa można znaleźć na stronie internetowej wsi Wojcieszyce.
| Liczba mieszkańców poszczególnych sołectw | Liczba mieszkańców poszczególnych sołectw | Liczba mieszkańców poszczególnych sołectw | Liczba mieszkańców poszczególnych sołectw | Liczba mieszkańców poszczególnych sołectw |
| ----------------------------------------- | ----------------------------------------- | ----------------------------------------- | ----------------------------------------- | ----------------------------------------- |
| Sołectwo                                  |                                           | mieszkańców                               |                                           |                                           |
| Chwalęcice                                |                                           | 1149                                      |                                           |                                           |
| Kłodawa                                   |                                           | 3049                                      |                                           |                                           |
| Łośno                                     |                                           | 485                                       |                                           |                                           |
| Mironice                                  |                                           | 118                                       |                                           |                                           |
| Różanki                                   |                                           | 1147                                      |                                           |                                           |
| Różanki~Szkl.                             |                                           | 310                                       |                                           |                                           |
| Rybakowo                                  |                                           | 302                                       |                                           |                                           |
| Santocko                                  |                                           | 831                                       |                                           |                                           |
| Santoczno                                 |                                           | 234                                       |                                           |                                           |
| Wojcieszyce                               |                                           | 920                                       |                                           |                                           |
| Zdroisko                                  |                                           | 156                                       |                                           |                                           |
|                                           |                                           |                                           |                                           |                                           |

| Sołectwo          | 2020      | 2021      |
| ----------------- | --------- | --------- |
| Chwalęcice        | 47 259,30 | 53 597,80 |
| Kłodawa           | 47 259,30 | 53 597,80 |
| Łośno             | 32 514,40 | 36 553,70 |
| Mironice          | 15 075,72 | 17 044,10 |
| Różanki           | 47 259,30 | 53 597,80 |
| Różanki Szklarnia | 24 669,35 | 20 688,75 |
| Rybakowo          | 23 818,69 | 27 013,29 |
| Santocko          | 47 259,30 | 53 597,80 |
| Santoczno         | 20 510,54 | 23.100,65 |
| Wojcieszyce       | 47 259,30 | 53 597,80 |
| Zdroisko          | 17 013,35 | 19 241,61 |

## Budżet gminy
Gmina Kłodawa należy do stosunkowo zasobnych. W roku 2019 dochody jej budżetu (nie licząc wpływów z dotacji celowych) wyniosły 4 013,75 zł na głowę mieszkańca, co dało 131 miejsce na 1539 sklasyfikowanych gmin wiejskich w rankingu pisma Wspólnota. W rankingu wydatków inwestycyjnych samorządów w latach 2016–2018 gmina zajęła 157 miejsce z wynikiem 1 156,79 zł na jednego mieszkańca. W rankingu finansowym samorządu terytorialnego w Polsce, opracowanym dla potrzeb VI Europejskiego Kongresu Samorządów i opartym na siedmiu wskaźnikach, pozwalających na wszechstronną ocenę kondycji finansowej, w 2019 roku gmina zajęła 16 miejsce w kraju i pierwsze w województwie lubuskim.
Dynamika dochodów i wydatków budżetowych gminy w latach 2009–2020:
| Rok  | Dochody w zł  | Dochody w zł  | Wydatki w zł  | Wydatki w zł  |
| Rok  | planowane     | wykonane      | planowane     | wykonane      |
| ---- | ------------- | ------------- | ------------- | ------------- |
| 2014 | 25 811 535,10 | 26 926 275,18 | 23 978 844,46 | 25 227 369,98 |
| 2015 | 28 365 240,00 | 30 314 929,45 | 26 532 549,20 | 26 382 406,78 |
| 2016 | 29 350 007,00 | 34 980 197,05 | 28 083 983,00 | 33 521 227,55 |
| 2017 | 36 211 323,00 | 38 300 847,28 | 44 403 151,00 | 35 835 141,00 |
| 2018 | 42 982 008,00 | 43 582 100,59 | 47 390 102,00 | 46 543 824,71 |
| 2019 | 45 930 659,68 | 49 623 739,70 | 43 894 677,68 | 50 310 695,22 |
| 2020 | 54.208.086,00 | 53 057 974,50 | 57.847.041,00 | 52 102 066,12 |
| 2021 | 55.483.699,00 |               | 64.418.738,00 |               |

| Wyszczególnienie                         | Wyszczególnienie                         | Plan po zmianach       | Wykonanie              | %      |
| Wyszczególnienie                         | Wyszczególnienie                         | w zaokrągleniu do 1 zł | w zaokrągleniu do 1 zł | %      |
| ---------------------------------------- | ---------------------------------------- | ---------------------- | ---------------------- | ------ |
| Subwencje                                | Subwencje                                | 8 541 434              | 8 541 434              | 100,00 |
| Dotacje na zadania zlecone gminie        | Dotacje na zadania zlecone gminie        | 11 648 857             | 11 532 307             | 99,00  |
| Dotacje / środki na inwestycje           | Dotacje / środki na inwestycje           | 4 199 706              | 2 628 552              | 62,59  |
| Dotacje na zadania własne i porozumienia | Dotacje na zadania własne i porozumienia | 1 110 130              | 1 065 344              | 95,97  |
| Dotacje na projekty miękkie              | Dotacje na projekty miękkie              | 110 437                | 116 256                | 105,   |
| Dochody własne                           | Dochody własne                           | 25 505 757             | 25 739 845             | 100,92 |
| w tym                                    | podatek od dochodów osób fizycznych      | 15 256 422             | 15 409 848             | 101,00 |
| w tym                                    | podatek od nieruchomości osób fizycznych | 1 774 020              | 1 773 637              | 99,97  |
| w tym                                    | podatek od nieruchomości osób prawnych   | 3 855 650              | 4 142 920              | 107,45 |
| w tym                                    | podatek rolny                            | 560 500                | 577 236                | 102,98 |
| w tym                                    | podatek leśny                            | 503 880                | 505 449                | 100,39 |
| w tym                                    | podatek od środków transportowych        | 153 530                | 143 378                | 93,39  |
| Ogółem                                   | Ogółem                                   | 51 116 321             | 49 623 739             | 97,08  |

| Wyszczególnienie  | Wyszczególnienie                     | Plan po zmianach       | Wykonanie              | %     |
| Wyszczególnienie  | Wyszczególnienie                     | w zaokrągleniu do 1 zł | w zaokrągleniu do 1 zł | %     |
| ----------------- | ------------------------------------ | ---------------------- | ---------------------- | ----- |
| Wydatki majątkowe | Wydatki majątkowe                    | 16 082 162             | 14 148 341             | 87,98 |
| Wydatki bieżące   | Wydatki bieżące                      | 37 317 255             | 36 162 353             | 96,91 |
| w tym             | wynagrodzenia i pochodne             | 13 157 795             | 12 775 082             | 97,09 |
| w tym             | dotacje                              | 1 234 120              | 1 225 706              | 99,32 |
| w tym             | świadczenia na rzecz osób fizycznych | 12 528 872             | 12 307 18              | 98,23 |
| w tym             | obsługa długu publicznego            | 125 000                | 114 111                | 91,29 |
| w tym             | pozostałe wydatki                    | 10 271 468             | 9 740 271              | 94,83 |
| Ogółem            | Ogółem                               | 53 399 418             | 50 310 695             | 94,22 |

## Symbole
Dnia 24 marca 1990 r. Rada Gminy zatwierdziła herb gminy. Nawiązuje on do pieczęci przedwojennej Gemeinde Cladov i przedstawia w polu zielonym poziomo leżącą brązową kłodę drewna, na której wspiera się snop zboża, na nich zaś znajdują się skrzyżowane ku dołowi kosa i grabie.
W statucie gminy Kłodawa, uchwalonym w lutym 2009 roku, znajdowały się błędne z punktu widzenia zasad heraldyki i weksylologii blazony (opisy) herbu oraz flagi gminy, a ich wzorce w załącznikach do statutu zawierały zniekształcone wizerunki grafik bitowych i nie nadawały się do wykorzystania. W praktyce używany był wzorzec herbu w grafice wektorowej oraz flaga zawierająca oprócz wizerunku herbu również napis Gmina Kłodawa. W toku prac komisji nadzwyczajnej, powołanej przez Radę Gminy w celu przygotowania projektu nowej wersji statutu, zostały opracowane poprawne opisy oraz wzorce graficzne herbu i flagi, również w wersjach udostojnionych, a dodatkowo wzorce pieczęci urzędowych z herbem gminy oraz pieczęci reprezentacyjnej.
Uchwała Rady Gminy w sprawie uchwalenia nowego Statutu Gminy Kłodawa została podjęta 26.09.2018 r. Zawiera poprawione wzorce graficzne oraz blazony herbu i flagi:
- Herb Gminy Kłodawa przedstawia w polu tarczy o barwie zielonej skrzyżowane kosę z grabiami, zaś pod nimi snop zboża w słup złoty/żółty, stojący na kłodzie w pas; okucia kosy i grabi srebrne/białe, styliska kosy i grabi oraz kłoda brązowe.
- Flagą Gminy Kłodawa jest płachta barwy białej o proporcjach 8:5 z umieszczonym w polu sercowym płachty herbem Gminy Kłodawa.

## Współpraca międzynarodowa
Gmina Kłodawa współpracuje z Amt Seelow-Land (odpowiednikiem polskiej gminy) położonym w powiecie marchijsko-odrzańskim  Po obu stronach granicy organizowane są spotkania robocze i integracyjne, wspólne imprezy kulturalne i sportowe (np. halowe turnieje piłki nożnej w Diedersdorf, zawody wędkarskie „O Kłodawską Złotą Rybkę”, Polsko-Niemieckie Zawody Pożarnicze, rajdy rowerowe odbywające się równolegle w Kłodawie i Falkenhagen).
Wzajemne deklaracje partnerskie umożliwiają pozyskanie ze środków Unii Europejskiej dofinansowywania wielu zadań, poczynając od tzw. małych projektów, aż po duże zadania inwestycyjne, polegające na rozbudowie sieci kanalizacyjnej i wodociągowej, modernizacji dróg czy budowie ścieżek rowerowych.

## Związki wyznaniowe
Kościół rzymskokatolicki
- Parafia pw. Matki Bożej Różańcowej w Kłodawie. Posiada kościoły filialne w Chwalęcicach, Łośnie i Santocku. Liczba wiernych: 3 100[111].
- Parafia pw. św. Stanisława Kostki w Różankach. Posiada kościoły filialne w Rybakowie, Santocznie, Wojcieszycach i Zdroisku. Liczba wiernych: 2 200[112].

## Ludzie związani z gminą
- Karol Parno Gierliński (ur. 12 marca 1938 w Poznaniu, zm. 4 lutego 2015 w Nowym Mieście nad Pilicą) – cygańsko-polski rzeźbiarz, poeta i prozaik; działacz społeczny. Autor elementarza dla dzieci romskich Miri szkoła – Romano elementaro. Mieszkał i tworzył w Wojcieszycach w latach 1999–2006[113].
- Elżbieta Rafalska (ur. 22 czerwca 1955 we Wschowie) – senator VI kadencji, posłanka na Sejm VI, VII i VIII kadencji, w latach 2006–2007 sekretarz stanu w Ministerstwie Pracy i Polityki Społecznej, od 2015 minister rodziny, pracy i polityki społecznej. Od 2019 r. posłanka do Parlamentu Europejskiego. Mieszka w Różankach.
- Krystyna Sibińska (ur. 12 czerwca 1962 w Złocieńcu) – posłanka na Sejm VII, VIII i IX kadencji. Mieszka w Chwalęcicach.